# 2019冠状病毒病中国大陆疫情时间轴
2019冠状病毒病在中国大陆的疫情发展主要有五个阶段：
- 2020年上半年的第一次大规模爆发。

- 2020年6月至2021年3月的散点爆发。

- 2021年3月至2022年3月的大规模疫苗接种及零星爆发。

- 2022年3月至11月因奥密克戎变异株广泛传播而导致的第二次大规模爆发。

- 2022年11月至2023年1月的“白纸革命”及第三次大规模爆发。

- 2023年1月至今，清零政策结束后的“后疫情时代”。

## 第一次大规模爆发

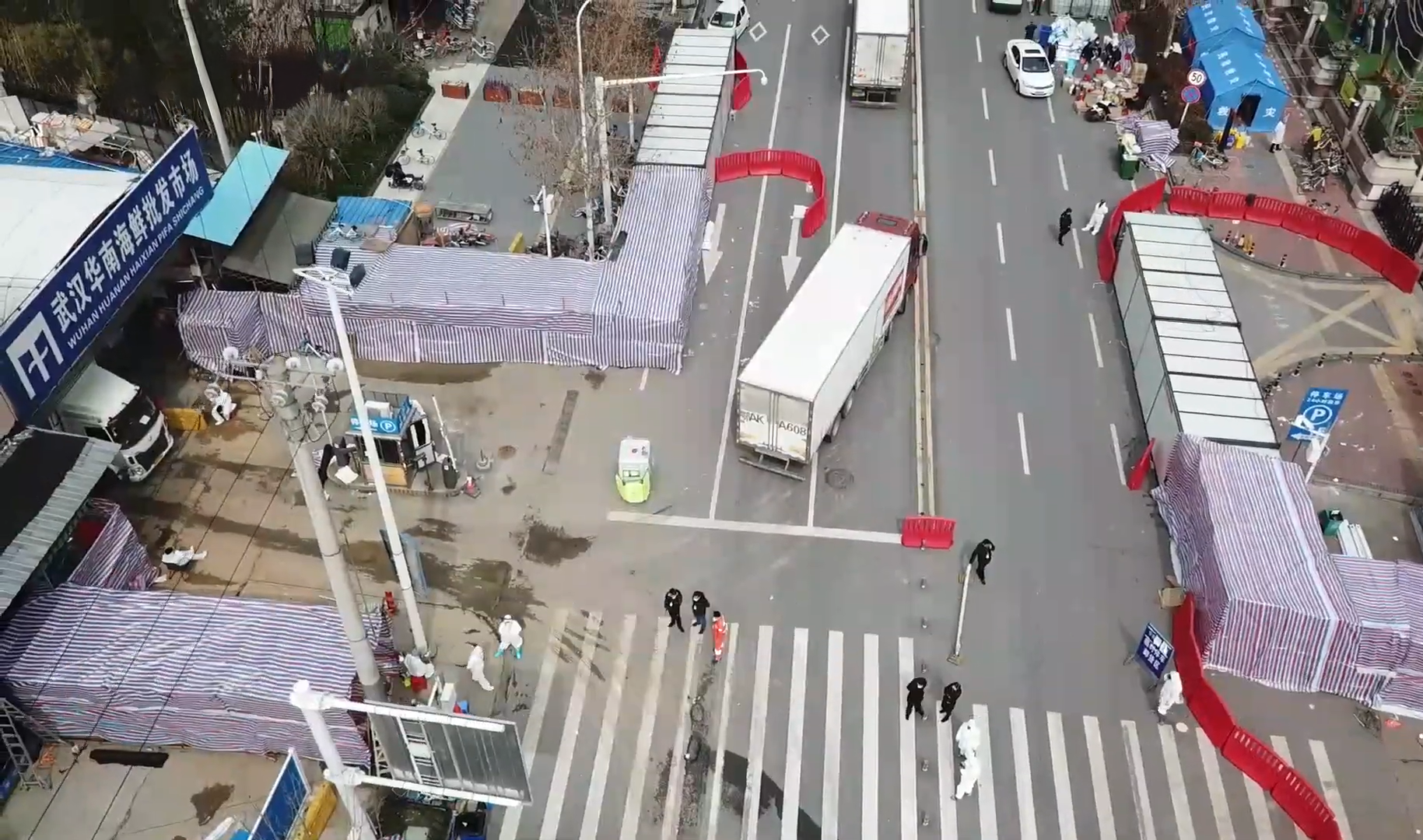
最初，武汉华南海鲜批发市场被认为是SARS-CoV-2病毒的发源地，但仍有存疑。

事后的流行病学调查指出，最早的已知病例症狀發生於2019年12月1日，也有证据指出爆发时间早于12月。据武汉市优抚医院门诊医生事后回忆，2019年12月12日，该医院接诊一名69岁的武汉市华南海鲜市场男性商户，但小医院的发热门诊无法确诊这些病例，在勸諫病人進行CT检查無果後，門診醫生只好建议他前往其他設備較好的醫院。黃朝林等學者的事后研究表示，疫情的最初期，疾病预防控制中心將懷疑感染者集中在武漢市金銀潭醫院進行隔離並收集樣本及數據，其中最早的數據樣本在2019年12月16日已經採集。
武汉市中心医院急诊科医生對於怀疑可能是社区获得性肺炎的65岁病人使用各种抗生素治疗仍然无效後，在12月24日將肺泡灌洗液样本送到第三方检测机构广州微远基因公司进行基于二代高通量测序技术（NGS）检测，從而找出確實的病原體。广州黄埔的广州微远基因公司是已知第一所对新型冠狀病毒病原體进行分析的实验室，該實驗室在12月24日收到该样本，并在12月26日的mNGS病原微生物自动解读结果中發現SARS冠状病毒，相似度大约94.5%。在作出更详细分析後發現，与所有已知基因组信息的病毒都不完全相同，可能是一种跟與蝙蝠类SARS冠状病毒（Bat SARS-like coronavirus）类似的新型病毒。
2019年12月26日，呼吸与重症医学科医生张继先首次发现并上报此不明原因肺炎，并怀疑该病属传染病。
12月27日，广州微远基因公司组装出接近完整的病毒基因组序列，並將数据共享给中国医学科学院病原生物学研究所。中国医学科学院在1月11日把数据提交到全球共享流感數據倡議組織网站，這項分析是該数据库中採集日期最早的样本。
12月30日傍晚，李文亮、刘文、谢琳卡等醫生在内部微信群中披露此次疫情相关的消息。武汉市中心医院在12月27日將一份样本送往北京博奥医学检验所。检验所在12月30日把检验報告發回医院，報告中將「SARS coronavirus」（SARS冠状病毒）列為「高置信度」阳性指标的结果之一。武汉市中心医院的眼科醫生李文亮將這份在醫院內部流傳的检验報告在17时48分使用微信在同学群組發佈「華南水果海鮮市場確診7例SARS」消息及檢驗報告的照片。
12月30日，武汉市卫生健康委员会医政医管处发布两份文件以下达不明原因肺炎救治措施。该文件于晚間在網上廣傳。12月31日，武漢市疾控中心向傳媒證實文件屬實，並发布情况通报，開始向公眾通報病例，指正在查證是何種肺炎。
12月31日，武汉市卫生健康委员会發表《武汉市卫健委关于当前我市肺炎疫情的情况通报》，表示已发现27例病例，表示到目前为止调查未发现明显人传人现象，未发现医务人员感染。并建议市民预防上保持室内空气流通，避免到封闭、空气不流通的公众场合和人多集中地方，外出可佩戴口罩。临床以对症治疗为主，需卧床休息。如有上述症状，特别是持续发热不退，要及时到医疗机构就诊。中华人民共和国政府在當日亦將情況通報予世界衛生組織。国家卫生健康委员会派出的第一批专家组到达武汉进行检测核实工作。
12月中下旬武汉多所医院出現大量曾到訪華南海鮮市場的病例。
2019年12月底及2020年1月初，河南地方政府采取完备的消毒措施、密集的防疫宣传以及停发往来武汉的客运班车等措施，村庄亦在村口设置湖北返乡民众劝返点，加上河南民众防疫隔离意识强，河南省政府及民众的积极举措在其后受到广泛赞誉。
1月3日前后，国家卫生健康委员会专家组和地方专家组共同起草了《不明原因的病毒性肺炎医疗救治工作手册》。其中对“病例的发现与报告”一项规定：各级各类医疗机构的医务人员发现符合疾病定义的病例后，应立即报告医疗机构相关部门，由医疗机构在12小时内组织本单位专家组进行会诊和排查，仍不能明确诊断的，应立即填写传染病报告卡，注明“不明原因的病毒性肺炎”并进行网络直报，直报病种选择“不明原因肺炎”。1月4日，武汉市卫生健康委员会向医院下发《不明原因的病毒性肺炎医疗救治工作手册》，其中规定，对于疑似病例，院内需12小时内组织专家会诊，会诊不能排除时应立即上报传染病报告卡。1月5日，武汉市江汉区卫生健康委员会组织开会，要求“医院专家会诊和区级专家会诊均不能排除其他疾病后，应上报区卫健局，由区里组织专家会诊，不能排除後再上报传染病报告卡”。
1月5日凌晨，复旦大学张永振团队从武汉市样本中检测出一种新型SARS样冠状病毒，获得病毒全基因组序列。
1月6日，中国疾病预防控制中心启动突发公共卫生事件二级应急响应（重大突发公共卫生事件）。
1月7日，中共中央总书记习近平主持召开中共中央政治局常委会，对疫情防控工作提出了要求，他要求不能影响即将到来的春节节日气氛，结果疫情到了1月底完全失控。
1月8日，国家卫健委派第二批专家组到达武汉，其后在2月26日《财新》的专访中，其中一名专家透露“（专家组成员）每到一个地方，就问有没有医务人员感染。”但得到的答复，都是“没有”，（武汉方面）“根本不合作”，（有人）向专家组隐瞒了一些医护人员当时已经感染的实情。曾光在3月接受《中国青年报》采访时表示，1月8日，他接到国家卫健委电话，让他第二天一早去武汉。1月9日，他在武汉待了一天。“他们（湖北省和武汉市）说（患者）病情比较轻，跟季节性肺炎差不多，几百个密切接触者没有一个发病的。说得很轻松”。
1月9日，国家卫生健康委员会武汉病毒性肺炎病原检测结果初步评估专家组正式宣布此病病原体为新型冠状病毒。
1月11日，上海市公共卫生临床中心、华中科技大学武汉中心医院、武汉市疾病预防控制中心、中国疾病预防控制中心传染病预防控制所联合澳大利亚悉尼大學，在Virological网站上发布了病例中的新型冠状病毒基因组序列信息。在中国疾控中心测出并公布2019新型冠状病毒（2019-nCov）的序列后，多家生物科技公司随即根据病毒基因序列进行了相应的PCR检测产品设计。
1月14日上午，国家卫生健康委员会召开全国新型冠状病毒感染肺炎防控工作电视电话会议，要求各地高度重视疫情，并要求强化系统内、部门间、区域间信息共享和联防联控。1月15日，中国疾病预防控制中心启动突发公共卫生事件一级应急响应（特别重大突发公共卫生事件），並宣佈病毒不排除已經有限人傳人。2020年1月14日起，武汉市在机场、火车站与其他公共交通站场，运用红外线温度计来监测离汉旅客的体温状况。
武汉市卫生健康委员会表示，由于当时新型冠状病毒核酸检测试剂盒尚未完成研制，1月16日之前武汉市对疑似病例的样本检测流程为，首诊医院通过预检分诊、结合临床检查、实验室检查和胸部影像检查，经专家组会诊后确认疑似病例并采样，由辖区疾控中心将样本转运到市疾控中心，市疾控中心交省疾控中心代转运到位于北京的国家指定检测机构进行病毒分离和核酸检测，每天可检测样本200多份，结果返回约需要3至5天。
1月18日，国家卫健委召集曾光、钟南山、高福、李兰娟、袁国勇和杜斌等专家组成高级别专家组，国家卫健委医政医管局要求这些专家“无论如何亲赴武汉一趟”。当日深夜，国家卫生健康委员会与专家组进行会商。中国科学院院士李蘭娟提出，武漢的疫情要按甲类传染病管理。中国科学院院士钟南山则提出“新冠肺炎肯定存在人传人” 。
1月19日22时，武漢市卫生健康委员会聲明已确诊病例的密切接触者中仍没有发现确诊病例。
1月19日，国家卫生健康委员会通报称，已向全国下发新型冠状病毒核酸检测试剂盒，要求各地加强检测。

中国大陆病例分布情况变化图
1月末中国大陆多省市普遍进行封城封村及交通限制措施后，2月以后新增病例数逐步转为减少，3月末多数省市本土新增病例数归零
治愈病例数
在院治疗病例数
死亡病例数紫色曲线：每日新增病例数

1月20日，在篩檢試劑盒開始發放并廣泛投入臨床檢測後，包括廣東、北京、上海等地，武漢市以外的中國大陸其他地區開始大量通報有確診病例。。同日，武汉市成立新型冠状病毒感染的肺炎疫情防控指挥部，同时强化医务人员防护，严格控制医院感染。
1月20日，中共中央总书记习近平作出指示要求必须引起高度重视，全力做好防控工作。国务院总理李克强要求各相关部门和地方要以对人民群众健康高度负责的态度，坚决防止疫情扩散蔓延。国务院联防联控机制于1月20日召开电视电话会议，国家卫生健康委成立新型冠状病毒感染的肺炎应对工作小组。李克强随即召开国务院常务会议，部署疫情防控工作。
1月20日晚间，中國工程院院士钟南山在中国中央电视台节目中公开表示此次肺炎存在人传人跡象，並且已有醫護人员感染、呼籲民眾戴口罩及避免前往武漢。
1月21日，中共武漢市委副書記兼武漢市長周先旺及中国國家衛健委先後呼籲民眾停止進出武漢。同日，国务院总理李克强在青海西宁考察时现身当地医院，他要求青海要做好救治工作，又鼓励医护工作者做好自我防护。中国国家卫健委于當日發佈公告，新型冠狀病毒感染的肺炎納入法定乙類傳染病，按甲類管理。 国家医疗保障局决定对确诊患者采取特殊报销政策，将相关药品和医疗服务临时纳入医保报销范畴。
1月21日，中华人民共和国交通运输部、中国国家铁路集团 、中国民用航空局以及多家航空公司表示，对全国范围内公路、铁路、航空班次予以免费退票。其后数日内，全国范围内公路、铁路、航空班次大面积取消。
1月22日，中国国务院副总理孙春兰飞赴武汉考察疫情防控工作，她其后获任命为中央指导组组长，主持疫情防控。當天深夜，李蘭娟向上級匯報，要求武汉必须立即封城。次日，武漢正式開始封城。
1月22日晚，武汉市人民政府发布《关于在公共场所实施佩戴口罩有关措施的通告》，要求各公共场所店员和顾客，国家机关、企事业单位工作人员应当佩戴口罩。
1月23日，武漢市開始實施《傳染病防治法》第四十二条规定的「甲類傳染病封鎖疫區」措施。武漢市疫情防控指揮部於1月23日凌晨發佈公告宣布封城，自當日上午10時起全市公共交通停運，至下午湖北省内部分高速公路出口均已封閉。而繼武漢之後，湖北多地一周内亦陸續實施疫區封锁措施防止病毒蔓延。针对疫情的国际援助亦陆续展开，美国慈善组织“直接救济”DirectRelief 率先为武汉协助缺乏口罩等医疗物资的医院提供捐赠，成为首个提供捐赠的国际慈善组织。
1月24日，中國大陸30個省區市相继启动特别重大公共衛生事件Ⅰ級应急響應。其后，中国大陆多地旅遊景區受疫情影响暫時關閉，中国旅行社协会亦宣布停止全国范围内的旅行团业务和境外团队旅行、自由行业务。
1月25日，国家卫健委组建6支共1230人的医疗救治队驰援武汉。同日，交通运输部发布紧急通知，要求中国国家高速公路网及地方收费公路对疫情防治应急物资及人员运输免收通行费并保障优先出行。[[[中华人民共和国海关总署]]也于同日重新启动出入境人员填写《中华人民共和国出/入境健康申明卡》进行健康申报的制度。
1月26日，为防治疫情，中华人民共和国国务院总理李克强召开应对疫情工作领导小组会议采取适当延长春节假期、调整学校开学时间等措施，减少人员流动，宣布春节假期延长至2月2日（农历初九）。中華人民共和國文化和旅游部要求全国旅行社及在线旅游企业暂停经营团队旅游及“机票+酒店”旅游产品。
1月28日24時，中国国家卫健委通报中国大陆30個省區市確診5974例，死亡132例，病例數超越2003年SARS事件。
1月29日24时，疫情蔓延至中国大陆所有省、自治区和直辖市，其中確診7711例，死亡170例。
截至1月30日，中國大陸省际包车和发往湖北的省际客运班线全部停运。湖北、北京等十个省市道路客运全面停运，16个省份全面暂停省际客运班线，28个省份的多个城市也暂停或者部分暂停城市公交线路，武汉等5个城市暂停了城市轨道交通的运营。由於疫情影響，很多人減少外出機會，間接帶動「宅經濟」，網絡遊戲活躍用戶及收入均有較大增長。
从1月31日至2月12日的两周内，中国湖北省以外多所城市宣布实施封闭式管理。据不完全统计，共有至少9個一級行政區（4直轄市4省1自治區，共156個二級行政區）與其他省市至少51個二級行政區，共207個（含26個省會與副省級市）；其中升級為全封閉式戰時管制的城市，有2個二級行政區。
2月2日24时，国家卫生健康委员会累计通报中国大陆确诊17205例，死亡361例，死亡人数超越SARS事件中国大陆死亡总数。
2月7日武汉市中心医院微博通報李文亮醫生於凌晨2时58分病逝，年仅34岁。
2月12日，湖北省将临床诊断病例数由纳入疑似病例数改为纳入确诊病例数进行公布，“临床诊断病例”指具有肺炎影像学特征的疑似病例，截止当日24时，累積通报中国大陆确诊59804例，死亡1367例，治愈出院5911例；当日新增确诊15152例，新增死亡254例。
2月下旬，中国大陆多个省市连续多日无新增确诊病例，多地降低应急响应等级并逐渐解封城市，为企业复工复产提供审批便利，但部分地区的景点和商场解封后立刻出现的群聚现象引起了不少人的讨论和担忧。
3月8日，中国现有确诊人数首次降至20000人以下，同时外国现有确诊人数超过20000人，首次超过中国。
3月12日，中国國家卫健委发言人米锋表示，3月11日中国大陆新增确诊病例15例（其中武汉8例、境外输入6例），武汉新增病例降至个位数。以上信息提示，中国大陆本轮疫情流行高峰总体上已经过去，新增发病数在持续下降，疫情总体保持在较低水平。

中国大陆各省境外输入病例（截止至2020年4月13日）

3月23日，李克强主持召开中共中央应对新冠肺炎疫情工作领导小组会议并指出，当前以武汉为主战场的全国本土疫情传播基本阻断，全球疫情大流行形势下要外防输入内防反弹。
3月26日，中华人民共和国外交部、国家移民管理局发布了《中华人民共和国外交部、国家移民管理局关于暂时停止持有效中国签证、居留许可的外国人入境的公告》，并且在2020年3月28日0时起，暂时停止外国人持目前有效来华签证和居留许可入境。同日，中国民用航空局也发布了《关于疫情防控期间继续调减国际客运航班量的通知》，限制每家国内外的航空公司每周至任一国家的航线只能保留1班，并可能进一步收紧。
3月31日，受疫情影响，普通高等学校招生全国统一考试（高考）时间历史上首次出现大规模临时调整，延后一个月，改为2020年7月7日至8日举行（北京市于4月12日公布高考时间为7月7至10日），湖北省的考试时间原先为待定，后宣布与全国保持一致，为2020年7月7日开考。。
4月3日，国务院发布公告，决定4月4日清明节举行全国性哀悼活动，以向全国抗疫斗争中牺牲烈士和逝世同胞表示哀悼。在此期间，全国和驻外使领馆下半旗志哀，停止公共娱乐活动。4月4日10时起，全国人民默哀3分钟，汽车、火车、舰船鸣笛，防空警报鸣响。全国大多数电视频道都将台徽调成灰色并转播央视综合频道的节目，部分网站也将主色调调成灰色。
4月上旬，哈爾濱市爆發群聚感染事件，據官方報導顯示為境外移入個案所導致，疫情於4月中旬並延伸至遼寧省及內蒙古自治區。疫情爆發引發輿論譁然，许多相關批評訊息被微博刪除。哈爾濱副市長、市衛健委黨委書記及哈爾濱醫科大學黨委常委、副校長等18人遭處分，哈爾濱市第二醫院院長則因疫情爆發遭撤職。5月，吉林省舒蘭市出現集體感染的情形，並於10日開始對舒蘭市進行封城管理。
5月22日，內地首次沒有新增確診及死亡病例，當中31個省區市首次零確診。

## 散点爆发
6月中旬起，北京市开始出现一定规模的新增本地病例，感染者的活动轨迹涉及丰台区新发地批发市场，新发地批发市场从6月13日起暂时休市，进行全面的卫生整治和环境消杀，原在市场内交易的蔬菜和水果移到5个指定的区域进行。在6月14日公布的最新疫情数据显示，北京市6月13日新增本土病例36例
16日晚，北京市举行新型冠状病毒肺炎疫情防控工作第121场新闻发布会，并宣布将北京市突发公共卫生事件应急响应级别由三级上调至二级，并相应调整防控策略。
7月10日，海关总署进出口食品安全局局长毕克新在国务院联防联控机制新闻发布会上透露，大连海关、厦门海关从装载厄瓜多尔三家水产品工厂生产的冻南美白虾的集装箱内壁和外包装样本中检出新冠病毒核酸阳性。海关总署遂决定，自即日起暂停厄瓜多尔上述三家企业在华注册资格，暂停上述三家企业产品的进口，对暂扣的货物采取退货、销毁等处理措施。之后在7月14日，重慶沙坪壩區防疫工作領導小組發現由厄瓜多爾進口的凍南美白蝦外包裝存在新冠病毒，有關防疫工作已按既定程序作處理。
7月中旬起，新疆乌鲁木齐市出现一定规模的疫情，与一起聚集性活动关联，疫情发展较快，病例及无症状感染者主要集中在天山区。同月下旬，辽宁省大连市新增1例本土确诊病例，为大連凱洋世界海鮮股份有限公司員工。之后传播链扩大，截至7月28日共有52人确诊，另外辽宁、吉林、黑龙江、福建、北京也新增了与此次疫情有关的确诊患者及无症状感染者。
7月28日，中国大陆新增确诊病例101例，为逾3個半月以來首次破百，其中98例为本土病例。中國疾控中心流行病學前首席科學家曾光接受媒体採訪時表示，此情况的出现，意味著疫情出現局部反彈，又稱在這個區間內出現反彈是正常的。他又说，隨著疫情防控措施越來越成熟，疫情未來在中国大陆出現大流行的可能性不大。
8月5日，国务院召开政策例行吹风会。会上，国家卫生健康委医政医管局监察专员焦雅辉表示，乌鲁木齐和大连疫情快速发展的势头得到有效控制，病毒分离培养及核酸基因测序正在进行中。焦雅辉在会上说，两起疫情初期发展进展比较迅速，且感染者以青壮年为主。
8月11日，山東省煙台市通報，在對3家企業自大連口岸進口，同一外籍貨船的冷凍海鮮產品外包裝樣本進行檢測後發現，3份外包裝樣本均呈冠狀病毒陽性，这些产品除少量加工出口外，未流入市場。同日，安徽省蕪湖市疾控中心發現該地一家餐飲店進口的厄瓜多爾凍蝦外包裝驗出冠狀病毒，現時已全市封存該產品。截至当日，遼寧、江西、重慶、湖南、安徽等省市均有進口的厄瓜多爾凍蝦驗出冠狀病毒。
8月13日，深圳市疫情防控指揮部辦公室表示，深圳市龍崗區對進口食品檢測時發現1個從巴西進口的冰鮮雞翼表面樣本，對冠狀病毒檢測呈陽性。另外，西安市方欣海鮮市場一個批次的進口厄瓜多爾凍白蝦外包裝新冠病毒核酸檢測結果呈陽性。西安市疾控中心對方欣海鮮市場進口厄瓜多爾凍白蝦外包裝直接接觸的9名人員、20名8號冷庫相關工作人員進行核酸檢測，結果均為陰性，其后该市场停業整頓。
9月8日，全国抗击新冠肺炎疫情表彰大会在北京人民大会堂举行，中共中央总书记习近平为钟南山、张伯礼、张定宇、陈薇等人颁奖。由于2000多位表彰人员中未提及新冠疫情吹哨人李文亮医生，大批网友进入李文亮的微博留言悼念。9月9日，吴尊友称中国环境中已经没有新冠传播。
9月12日，云南省瑞丽市新冠肺炎疫情防控工作指挥部发布通告，称瑞丽市奥星世纪一期小区发现1例疑似病例需要排查，并决定对该小区一期、二期分别采取暂时封闭管理、暂时自行居家隔离管理措施。翌日当地有新增境外输入确诊病例报告。云南省省长阮成发随即宣布云南省边境地区进入战时状态，瑞丽市启动全员核酸检测，并自9月14日22时起实行严格的封控措施，無特殊情況不得進出瑞麗市城區，全市城區人員居家隔離。
9月18日，海关总署发布公告，由于从印尼进口的一批冻带鱼的一个外包装样本检出冠状病毒核酸阳性结果，全国海关自即日起暂停接受印尼PT Putri Indah水产品生产企业产品进口申报一周。
9月20日，吉林省扶餘市衞生健康局发布公告，指出長春市有進口魷魚包裝對冠状病毒呈陽性反應，其中一件10公斤貨物已流入市面。
10月11日，山东省青岛市通报3例无症状感染者。三人均与青岛市胸科医院有关联，而青岛市胸科医院正是青岛市定点收治境外输入感染者的医院。当天青岛市胸科医院宣布停诊，并进行进一步排查。
10月12日，青岛市卫健委通报，通过对密切接触者和市胸科医院相关人员的排查，发现9人冠状病毒核酸检测结果阳性，包括8名市胸科医院在院患者及陪护人员、1名患者家属。截至当日，青岛市共发现6例确诊病例（其中两例先前为无症状感染者），6例无症状感染者，后续将在青岛市内进行进一步大规模排查。国家卫健委工作组当日抵达青岛。中国大陆多地发出通告，对来自青岛的人员进行重点观察，并劝告当地居民非必要暂勿前往青岛。截至10月16日6:00，青岛市有关方面已采样超过1074万份开展病毒核酸检测，其中暂未发现新增阳性感染者。
10月14日，青岛市卫健委主任隋振华被停职，接受进一步调查；翌日，青岛市胸科医院院长邓凯被免职，接受进一步调查。
10月16日，在青岛市疫情防控新闻发布会上，本次青岛市胸科医院聚集疫情溯源调查结果被公布：10月爆发的病例标本与9月份青岛港疫情的感染者董某某、陈某某的标本病毒基因序列高度同源，故判定传染源来自上述两人。青岛港疫情两名感染者在市胸科医院隔离观察期间，离开封闭病区到CT室检查；但因防控消毒不规范，导致CT室被病毒感染，进而导致其他就诊者被感染。
10月17日，中国疾控中心对青岛疫情溯源调查过程中，从工人搬运的进口冷冻鳕鱼的外包装阳性样本中检测分离到活病毒。这是世界上首次在冷链食品外包装上分离到SARS-CoV-2活病毒，并证实接触病毒污染的外包装可导致感染。
10月24日下午，新疆喀什突然加强防控措施，喀什机场关闭（之后恢复开放，但须凭核酸检测阴性报告才能进入）、市区公交车全部停运，引发本地出现感染者的猜测；当晚消息得到证实：喀什地区疏附县站敏乡二村的一名17岁村民被确诊为无症状感染者。经过对其密切接触者、密切接触者的密切接触者进行核酸的检测，截至25日24时共筛查出137名无症状感染者，均与24日发现的无症状感染者的父母所在的一家工厂相关联。喀什地区已进入一级响应。
10月26日24时至27日17时，喀什新增确诊病例5例，新增无症状感染者19例。
11月7日，经天津市从境外进口的冷冻食品外包装标本新冠病毒核酸检测呈阳性。天津市立即启动应急预案，对位于中新生态城的海联冷库相关冷冻食品、冷库、运输车辆等进行核酸检测，对密切接触者及密切接触者的密切接触者进行核酸检测并集中隔离。其中，一名冷库装卸工人和一个冷库门把手核酸检测结果呈阳性。当日天津市还接到山西省太原市通报，当地某企业经天津口岸进口的冷冻食品外包装发现新冠病毒核酸检测阳性。天津市疾控部门随即对涉及的东丽区某冷库相关人员和冷库冷链食品、环境样本等进行紧急排查，相关核酸检测结果均为阴性。
11月8日，天津市疾控中心通报核酸检测结果为阳性的海联冷库装卸工人确诊为本地病例，分型为普通型。同日，天津市进入战时状态。11月13日和14日，山东济南、湖北武汉、福建泉州、甘肃兰州等多地在进口的冷冻食品及包装上检出COVID-19病毒阳性。
自11月上旬以来，天津市滨海新区、上海市浦东新区及內蒙古满洲里市再度出现本土病例。对此，中国疾控中心流行病学首席专家吴尊友21日晚接受采访时分析称，进入冬季，随着全球疫情变得更加严峻，境外疫情输入压力也会越来越大，但由于中国大陆已经对病毒的传播特征有充分了解，也发展了一套及时发现、控制疫情的防控策略，因此不会出现大规模流行。
12月3日，國家衛健委疾控局副局長吳良有在新闻发布会上表示，境外新冠疫情加速蔓延，輸入中國的風險逐步加大，預計冬季疫情仍將處於零星散發狀態，甚至局部地區有可能發生聚集性疫情。另外，其他呼吸道傳染病即將進入流行季節，加上春節期間人員流動性加大，聚集性活動增多，將進一步增加疫情傳播的風險。中国民航局飛行標準司副司長韓光祖表示，将密切跟蹤研判疫情形勢，全面加強管理來華航班，繼續實施航班動態調整，及時消減輸入病例較多的高風險國家來華航班。他还表示，自6月8日實施熔斷措施以来，通過航空輸入的病例明顯減少。国家將繼續執行航班熔斷措施，確保疫情不通過航空途徑傳播。
12月2日至12月5日，浙江玉环、湖北荆门、山西侯马、安徽合肥、辽宁营口、黑龙江哈尔滨、山西临汾通报当地检测的冷链食品及其外包装新冠病毒核酸检测结果呈阳性。有內地專家表示，由于多國處於新冠疫情爆發期，各種物體的表面包括食品及其外包裝都有可能被新冠病毒污染，而新冠病毒在低溫下存活時間長，因此進口冷鏈食品及其外包裝就可能成為跨境遠距離運輸攜帶新冠病毒的載體。
12月7日，成都市郫都区新增1例新冠肺炎确诊病例，之后其丈夫亦被确诊。翌日传染链扩大，新增4例确诊病例和1例无症状感染者。当日上午，中共四川省委書記彭清華宣布全省進入戰時狀態，同時要求將疫情影響控制在最小範圍。
12月10日，黑龙江省牡丹江市东宁市、绥芬河市各新增1例本土确诊病例。随后，东宁市启动《新冠肺炎疫情控制应急预案》，东宁市各高速公路收费站实施交通管制措施，非必要不可外出。受此影响，哈爾濱市、綏化市、伊春市等多地將幼兒園、中小學寒假時間提前至2021年元旦前後。12月12日，东宁市按照市疫情防控預案进入戰時狀態，提升管控措施級別。
12月15日14時45分，安徽省來安縣疫情防控指揮部接市疫情防控應急指揮部轉協查函稱，從嘉吉蛋白營養科技（安徽）有限公司購進的三批次國產雞腿中有一批次外包裝核酸檢測顯示陽性。
12月19日，钟南山出席在广州举行的2020金域医学学术委员会专题研讨会上介绍了冠状病毒病疫情的最新趋势，提到了“环境传人”的新课题。
12月20日，大连出现疫情复发现象，进入疫情防控战时状态。
12月26日，北京市顺义区因近日出现的疫情复发现象进入战时状态。
12月30日，中國疾病預防控制中心發布的研究報告顯示，上海發現首宗英國變種病毒確診病例，為一名23歲女學生。中疾控的報告稱，流行病學調查顯示，女學生報稱在英國期間沒有接觸過確診患者，也沒有購買冷凍食品，但她在公園跑步時沒有戴口罩。此外，她在候機期間也曾摘下口罩進食。中疾控病毒病所所長許文波接受央视受訪時表示，呼籲民眾不必恐慌，但他強調要加強個人防護意識，也要加強針對有輸入病例的醫院或定點隔離酒店的醫護和從業人員的防護。
2021年1月2日，廣東省疾控中心发布消息称，近期在一名自英國輸入病例的咽拭子樣本中發現B.1.1.7突變株，與近期英國的變異病毒基因序列高度相似。
1月2日至1月3日，內蒙古呼和浩特、河北滄州、山東煙台、山東臨沂、山西晉城等地陸續通報稱，在涉疫汽車零部件排查中檢測出陽性。另外，雲南大理、陝西安康、江蘇連雲港、內蒙古呼倫貝爾等地發布通告稱，已對相關汽車公司的涉疫貨品排查處置。
1月3日，因2日河北省石家庄市藁城区报告新增本土确诊病例，石家庄市进入战时状态。
1月4日，山东省疾病预防控制中心对青岛报告的1例英国输入病例样本全基因测序分析，经比对与英国变异株序列高度同源。自此，山东省成为继上海、广东后，中国大陆第三个发现英国变异株的一级行政区。
1月5日，全河北省和河北省邢台市全市进入战时状态。
1月6日，石家庄市和邢台市全面开展全员核酸检测。当日晚上，邢台市公布1月3日确诊的3例病例的病毒进行基因序列检测，结果显示病毒传播与欧洲输入病毒高度同源。本日石家庄市全员核酸检测中，发现7例阳性样本。同日，廣東省疾控中心表示，已经从一名由新加坡入境的南非籍確診者咽拭子中，分離出南非變種病毒。
1月8日，国务院总理李克强主持召开国务院常务会议，指示坚决遏制疫情扩散。同日，石家庄完成全民核酸检测，在485.67万份样本中检出289份阳性。
1月11日，黑龙江省绥化市召開記者會，称望奎縣人民醫院9日在門診就診患者「應檢盡檢」中發現王某鶴（女）核酸檢測呈陽性。在對密接者和次密接者進行全面排查後，有20人咽拭子採樣呈陽性，經專家組診斷均為無症狀感染者。随后，绥化市對望奎縣實行封城，所有小區村屯封閉管理，并對全市加強嚴管嚴控。截至当日20时，绥化市现有无症状感染者45例，确诊病例1例，系首例发现的无症状感染者王某鹤转为新冠肺炎确诊病例普通型。
1月12日，正在北京開會的中共黑龍江省委書記張慶偉專程請假返黑，連夜主持召开會議，宣布全省進入緊急狀態。
1月13日，中国大陆新增138宗確診病例，新增1宗死亡病例。这是自2020年5月17日以來，時隔242天，中国大陆再次出現死亡病例。据官方透露，该死亡病例在染病前就患有严重的心肌损伤等基础性疾病，9日确诊后转入河北省胸科医院治疗期间病情迅速恶化。
1月14日，天津市津南区疾控部门在对天津市大桥道食品有限公司送检的雪糕样本进行病毒核酸检测时，发现3份雪糕样本检测结果呈阳性。随后，疾控部门对该企业进行全面封控，禁止人员及货品进出，已对库存涉疫货品进行封存，对出库货品进行追踪。當天，国家卫生健康委党组书记、主任马晓伟在全国疫情防控工作电视电话会议上表示，2020年12月以来，北京、四川、辽宁、河北、黑龙江等地相继发生聚集性疫情。這些疫情均为境外入境人员或被污染的冷链进口物品引发。
1月中旬起，吉林省暴发大规模感染事件，一名来自哈尔滨市呼兰区的个体营销者林某（曾与望奎县籍无症状感染夫妻有接触）先后到公主岭市艾尚瀚邦养生会馆、通化市源升品质生活坊分别进行培训授课，参加培训的人员主要为中老年人。另外，参加通化市培训的中老年人还曾到金立元汗蒸养生馆汗蒸。截至1月20日，此次大规模感染共造成190人直接或间接感染。大规模感染事件发生后，通化市所有小区全部实行封闭管理，铁路、机场、长途客车、出租车全面停止运营，私家车不得进出城。
1月18日，天津市疾控中心在对入境新冠肺炎阳性人员鼻咽拭子样本进行基因测序监测中，发现1株病毒为英国发现的变异株，1月21日，经中国疾控中心复核，确认为英国发现的新冠病毒变异株，这是天津境外输入新冠肺炎确诊病例中，首次检出英国发现的新冠病毒变异株，且与近期国内其他省份本地病例的病毒无关联。
1月21日，哈尔滨市新增新冠肺炎确诊病例10例，均为黑龙江正大实业有限公司员工。疾控中心在1月19日、20日又连续两次对该企业食品厂采样1650份，其中屠宰车间脏区走廊、净区走廊和更衣室外环境、冷库外环境和食品外包装检出阳性。23日，哈尔滨市疾控中心对正大实业有限公司聚集性疫情部分病例标本进行了基因测序，结果显示与望奎病例同源。
1月24日，天津市防控指揮部指，寧河區在對轄區一家物流公司開展病毒核酸檢測時，發現一批美國進口啤酒整托外包裝樣本檢測結果呈陽性。該批貨物未流入市場，已按相關防疫措施進行處置，相關人員核酸檢測正在進行中，已出結果均為陰性。
1月31日，国务院联防联控机制就人民群众就地过年和春节期间疫情防控有关情况举行发布会。国家卫生健康委新闻发言人米锋表示，2021年1月以来，中国大陆累计新增本土确诊病例2016例，为2020年3月以来单月最多，疫情呈现零星散发和局部地区聚集性疫情交织叠加态势。但在1月最后一周的后半段，现有本土确诊病例和无症状感染者数量已经开始下降，前期发生聚集性疫情的地区防控效果开始显现，并强调全国疫情总体风险可控。
1月下旬，山東省棗莊市疫情防控指揮部通報，一批帶有冠状病毒的奶棗產品是由山東久旭生物科技有限公司利用從烏克蘭進口的乳清蛋白製成。截至1月31日，天津、重慶、山西、江西、浙江、貴州、安徽、黑龍江、河南及江蘇等外省區市均發現有關奶棗流入当地市场。

## 大规模疫苗接种及零星爆发
进入2021年3月，中国大陆各省开始推动大规模疫苗接种。自2021年3月23日起，国家卫健委宣布将每日公布2019冠状病毒病疫苗的接种数量。同时，随着国内第二轮疫情的基本平息，中国大陆政府的防疫中心又返回到外防输入、内防反弹的路线上。
3月14日，廣東省疾控中心公布，該中心在12日成功從兩宗境外輸入新冠肺炎個案的鼻咽拭子中，首次發現B.1.525尼日利亞突變株。
3月30日，云南省新增确诊病例6例，新增无症状感染者3例，均在瑞丽市。翌日，云南省瑞丽市决定，进行全员核酸检测，全体居民居家隔离七日，除农贸市场、超市、药店外全部停业，居住区实施管理，暂停进出瑞丽的交通，严厉打击偷越国境行为。国家卫健委已派出工作组到云南瑞丽指导疫情防控工作。
5月，《中国疾病预防控制中心周报》（英文）披露3例从重庆入境的确诊病例，经基因组测序发现3例确诊患者感染的病毒为在印度流行的变异病毒，推测感染可能发生在印度。
5月7日，中国疾控中心发布英文版周报，指出在4月30日于广东省出现了两例新变种巴西病毒。
5月8日，福建省应对新冠肺炎疫情工作领导小组（指挥部）综合协调组发布公告，推迟实施台胞来闽检疫“便捷通道”试点工作。此前的4月29日，福建省人民政府公告将于5月10日起放宽台湾人（中華民國國民）检疫规格，无需隔离即可进入福建，片面恢复小三通。引发台海两岸民众和中华民国政府的不满。
5月中旬，安徽、辽宁再度出现本土确诊病例。中国疾控中心流行病学首席专家吴尊友表示，安徽、辽宁本轮疫情的源头很有可能是从辽宁营口开始传播的。另外，广西有关部门通报，已有5名中国公民在越南隔离场所感染了印度流行的变异株。
5月下旬，广州荔湾区暴发聚集性疫情，截至5月26日，此轮疫情的关联达7例，分散在广东、广西多地。
5月21日，深圳盐田区盐田港暴发疫情，截至6月13日，廣州累计报告146例。深圳市卫健委副主任常巨平通报，基本判定此次疫情为境外输入关联疫情，与辽宁、安徽、广州近期疫情无关。其中，个案1-11，新冠病毒基因检测测序结果高度同源，同属在英国发现的变异毒株B.1.1.7。
6月18日，东莞市、深圳市出现本土确诊病例，深圳市副市长陶永欣通报，新增确诊病例与来自南非的CA868国际航班输入的16例阳性病例和6月14日确诊的病例姜某高度同源，研判此次疫情为一起境外输入关联的疫情。此次疫情总体可控，大规模扩散风险较低，随着排查工作进行，不排除在重点人群中出现零星病例的可能。截至6月19日24时，CA868国际航班报告阳性人士已累计38例，其中确诊病例30人，无症状感染者8人。随着此次本土疫情的出现，深圳、东莞均提出要求，离开当地出省的，须持48小时内核酸检测阴性证明。
6月30日，广东省卫生健康委员会发布消息称，5月21日以来，广东省发生的三起由变异毒株引发的境外输入关联本土局部聚集性疫情，即广州“5·21”，深圳“5·21”和深圳东莞“6·14”疫情的社区传播均已阻断，局部管控区域已逐步恢复常态生活与生产。广东省5月21日以来本土疫情累计救治12例危重型、7例重型患者，无一例死亡。截至6月30日，重型、危重型患者全部清零。
7月4日，云南省瑞丽市再度发生本土疫情，当日新增本土确诊病例3例（中国籍2例，缅甸籍1例）。云南省瑞丽市新冠肺炎疫情防控工作指挥部发布通告，自7月5日8时起，所有人员非必要不进出瑞丽，姐告大桥实行禁止通行政策，同时在瑞丽城区、畹町片区范围内开展全员核酸检测。
7月8日，国家卫生健康委副主任、国务院医改领导小组秘书处副主任李斌表示，中国大陆本土原发疫情已经阻断，现有的本土疫情均为境外输入疫情所引发。
7月20日，南京市江宁区新冠肺炎疫情防控指挥部接禄口国际机场防疫专班报告，在禄口国际机场工作人员定期核酸检测样品中，有检测结果呈阳性，涉及工作人员主要是参与机场航班保障人员，包括地服、保洁等岗位人员。20日下午6时，已出结果中检测阳性9份。随后南京市出现本土确诊病例。南京市江宁区于7月21日9时起在全区范围内开展全员核酸检测，之后全员核酸检测范围扩大到全市。截至30日，累計確診184例，27日證實為印度Delta變種病毒。该次疫情也间接导致在湖南省（以张家界市为主）境内旅游的人员感染。国家卫健委新闻发言人米锋7月31日表示，2021年7月以来，全国日均新增境外输入确诊病例27例。境外输入引发的本土聚集性疫情已先后波及多个省份，截至7月30日24时，当月累计报告新增本土确诊病例328例，接近此前5个月总和。8月4日，湖南省召开新闻发布会通报，湖南此次本土疫情是由来张家界市的3名外省游客输入，3名游客曾在7月17日在南京禄口机场短暂停留，当晚进入张家界市，在张家界市旅游到7月23日后抵达湘西自治州凤凰县，7月24日离开湖南省。3名游客在张家界市通过酒店内共同早餐、旅游中聚集性活动等，传播给张家界市本地导游和北京市、成都市等地游客，成都市游客7月24日在常德市一封闭游船上再次传播给众多同乘者。武汉、北京所发现的本土病例也与江苏本土病例毒株高度同源。
7月30日17时，郑州市二七区在例行检查中发现1例核酸初筛阳性，后经市疾控中心复核，认定为无症状感染者。此感染者发现后，郑州市对部分区域实施封闭区管理、封控区管理和防控区管理。翌日，郑州市新冠肺炎疫情防控领导小组办公室发布通告，要求市民非必要不离郑，确需离郑的，需持有48小时内核酸检测阴性证明；全市将迅速开展全员核酸检测；郑州市第六人民医院实行闭环管理，停止诊疗工作。郑州市疾控中心主任王松强表示，郑州市第六人民医院是境外输入定点收治医院，7月30日报告本土病例，随后报告病例数不断增加。此次疫情主要发生在医院内部，涉及人群包括保洁人员、医务人员，呈现局部散播状态。此次疫情发生，既有暴雨给院感控制方面带来的不利影响，也暴露出少数医院在落实院感控制方面存在一定的漏洞。8月1日，河南省疾控中心展开病毒测序，并于近期境外输入病例毒株进行比对分析，从目前结果来看，郑州市本土疫情主要是由德尔塔毒株引起，经基因测序，最初2名感染者与缅甸入境并在市六院进行治疗的确诊患者的毒株高度同源，均为德尔塔变异毒株。当日河南省新增确诊病例3例，其中境外输入病例2例，本土病例1例（商丘市1例）；新增本土无症状感染者28例（郑州市27例、驻马店市1例）。
8月4日，国家卫健委新闻发言人米锋表示，截至当日上午9时，中国大陆有17个省份报告现有本土确诊病例或无症状感染者，全国现有中高风险地区144个，中高风险地区数量为疫情常态化防控以来最多。
截止至2021年9月9日，中国大陆除德宏傣族景颇族自治州瑞丽市勐卯镇姐东村委会大等贺村民小组外，其余中高风险地区全部解除。。南京、扬州及郑州等病例高发地区陆续解封。同时，中国大陆连续1周无新增本土确诊病例，基本认定由南京禄口机场引发及郑州第六人民医院院内感染引发的中国大陆本土疫情结束。
9月10日8时，福建省仙游县发现6例核酸检测阳性人员，经专家研判，本次疫情源头疑似为新加坡入境人员林某杰导致的传染链条，仙游县马上组织开展以林某杰为源头的流调溯源、核酸采集并对6例阳性人员居住的枫亭镇溪南、溪北、建国、铺头、秀峰等五个村进行封控管理，并要求隔离群众按规定做好居家隔离的各项防护。9月10日晚，莆田市政府召开新闻发布会，详细介绍6名阳性人员的具体信息，并从即日起，将仙游县枫亭镇秀峰村、铺头社区居委会、兰友社区居委会划定为中风险区域。要求区域内所有居民严格实施居家隔离。9月11日，中国国家卫生健康委员会通报，9月10日福建6例核酸阳性人员中，1人确诊为本土病例，其余5人则为无症状感染者。9月11日下午，莆田市政府召开新闻发布会，确认截至11日16时，此次疫情累计发现6例确诊、18例无症状感染者。同日，中国国家卫健委派出工作组赴福建莆田市指导疫情处置工作。根据流调结果，判定仙游县枫亭镇秀峰村、耕丰村、九社村、兰友社区、霞街社区为中风险地区，仙游县枫亭镇铺头社区、麟山村为高风险地区。9月12日，莆田市应对新型冠状病毒感染肺炎疫情工作指挥部发布通告称，全市暂停棋牌室、影剧院、网吧、台球厅、歌厅、酒吧、博物馆、图书馆、健身场所、培训机构等有关室内公共场所的运营活动，在莆人员原则上非必要不离开当地，如因就医、特定公务等确需出入的，须持48小时内核酸检测阴性证明。此轮疫情其后扩散至泉州、厦门等地。9月13日，厦门市疫情防控指挥部发布通告，提醒市民非必要不离厦，自9月14日零时起，确需离厦的，须凭健康码绿码并持有48小时内核酸检测阴性证明。
9月21日，黑龙江省哈尔滨市巴彦县报告新增新冠病毒阳性感染者1例，哈尔滨市应对新冠肺炎疫情工作指挥部发布第28号公告称，倡议广大市民群众非必要不离哈，确需离哈的需凭健康码绿码通行，并持有48小时内核酸检测阴性证明。
进入10月初，随着福建、黑龙江疫情已经得到有效控制，疫情进入拖尾和清零阶段，此轮本土疫情结束。
10月13日7时至10月14日7时，内蒙古自治区二连浩特市新增本土确诊病例1例，为二连浩特市汇通物流园区闭环管理人员。10月17日，陕西西安通报一对外省游客夫妻核酸阳性，诊断为确诊病例。10月18日，西安通报游客闫某夫妻所在的7人旅行团全部阳性，其中6人为确诊病例，1人为无症状感染者。同日，宁夏银川通报1例确诊病例，曾与上述7人一同出游。10月19日，陕西西安、甘肃兰州、内蒙古额济纳旗、湖南长沙、贵州遵义、北京丰台6地均有通报新增确诊或阳性人员，均与上述病例相关或有相关地区旅居史，多名感染者曾在额济纳旗达来呼布镇桐楠阁餐厅用餐。10月24日，国家卫健委宣传司副司长、新闻发言人米锋介绍，10月17日以来，中国大陆出现多点散发本土疫情，呈快速发展态势，一周之内已波及11个省份。国家卫生健康委疾控局副局长吴良有介绍，目前发现的跨地区感染者绝大多数与旅游团或自驾有关，潜在风险人员的跨地区流动性大，涉及的省份较多，疫情存在进一步扩散的风险。本起疫情的病毒为德尔塔变异株，部分病例的呼吸道样本病毒核酸载量高，且由一起新的境外输入源头引起。
10月27日，黑龙江省黑河市通报本土新冠病毒核酸检测初筛阳性病例1例，後诊断为新冠肺炎确诊病例(轻型)。30日，国家卫健委疾控局副局长吴良有在国务院联防联控机制新闻发布会上表示，黑河疫情自10月27日报告以来发展迅速，且与近期内蒙古甘肃等省区的本土疫情均无关联，是一起新的境外输入病毒引起的疫情。新增病例主要通过全员筛查和主动就诊发现，提示当地已发生社区传播，并存在扩散外溢风险。在此轮疫情中，也暴露出一些地方存在思想上松懈麻痹、常态化防控应急准备不足、责任落实不到位等薄弱环节。
11月6日，国家卫生健康委疾控局副局长吴良有在国务院联防联控机制新闻发布会上表示，陕西、湖北、湖南等省连续12天以上无新增病例，疫情在较短时间内得到迅速有效控制；浙江和江苏近日出现零星病例，未出现社区传播迹象；内蒙古、北京、贵州、山东等地防控效果正在逐步显现，社区传播已得到基本控制；青海、甘肃、宁夏、云南德宏等地疫情低水平波动，不排除社区续发风险，但疫情外溢的风险较低；黑龙江、河北、河南、江西、四川、重庆、辽宁大连等地疫情仍在发展中。总体上，本次疫情呈现传播链条多、传播速度快、传播范围广的特点，外防输入、内防反弹的防控形势依然严峻复杂。
11月20日，国家卫健委发言人米锋表示，截至当日，本轮本土疫情波及的省份中，有8个省份连续14天以上无新增本土确诊病例，额济纳、黑河、大连等边境口岸城市疫情得到快速有效处置，多个省份在一个潜伏期左右控制住疫情。本轮疫情整体上进入扫尾阶段。
11月30日，国家卫生健康委疾控局二级巡视员崔钢介绍，内蒙古呼伦贝尔市近期发生本土聚集性疫情。病毒基因组测序结果显示，本次疫情与既往本土疫情均无关联，是一起新的境外输入源头引发的疫情。
12月1日，国家卫生健康委主任马晓伟接受新华社记者采访时表示，中国大陆疫情防控已进入第三阶段。其中，第一阶段是突发疫情应急围堵阶段；第二阶段是常态化防控探索阶段；第三阶段是全链条精准防控的“动态清零”阶段。
12月8日晚，中国首个自主知识产权新冠病毒中和抗体联合治疗药物获国家药监局批准。
12月9日，西安灞桥区境外人员隔离酒店工作人员确诊感染2019冠状病毒病，12月12日，西安紫薇永和坊子牛门诊部出现1例病例；12月15日，长安大学出现3例病例，此后传染链不断扩大，且有进入社区传播的迹象。此次疫情也出现外溢的情况，为此西安市于12月22日宣布次日零时全市各小区（村）、单位实行封闭式管理（封城），居民足不出户，非必要不离开西安。
12月11日，国务院办公厅印发通知，要求各地确定口岸城市范围并自公告之日起至2022年3月15日，离开陆地边境口岸城市（与港澳地区有口岸相连的对应城市深圳市、珠海市除外）人员需持有48小时内核酸检测阴性证明，前往陆地边境口岸城市人员抵达后至少进行一次核酸检测。文化和旅游部门亦要督促旅行社加强对团队游人员的核酸检测。当日下午，国家卫健委疾控局副局长吴良有介绍，中国大陆局部地区近期发生由境外输入引起的本土小范围疫情。内蒙古满洲里疫情的病毒基因组测序分析显示，疫情是由一起新的境外输入源头引起，与之前内蒙古的疫情没有关联；上海、浙江和江苏三地疫情病例的病毒基因组序列高度同源，为同一起关联疫情。浙江绍兴、宁波、杭州三地疫情发展较为迅速，病例间传播关系相对清晰，主要涉及家庭和人群聚集场所。
12月13日，天津市疾控中心在对12月9日报告无症状感染者呼吸道标本进行全基因组测序和序列分析并经中国疾病预防控制中心复核后，确认检出奥密克戎变异株，为中国大陆首例。
12月14日，廣州市疫情防控新聞發布會公布，廣州發現該省首宗境外輸入嚴重急性呼吸道症候群冠狀病毒2型Omicron變異株陽性病例，確診為普通型，同时为中国內地第二宗。同月17日，广州市新增1宗境外輸入的嚴重急性呼吸道症候群冠狀病毒2型Omicron變異株關聯的本土确诊病例，为中国大陆首宗由嚴重急性呼吸道症候群冠狀病毒2型Omicron變異株引起的本土确诊病例。
12月20日，国家卫生健康委疾控局副局长、一级巡视员雷正龙介绍，内蒙古满洲里关联疫情已基本控制，浙江绍兴疫情发展态势趋缓，疫情外溢风险降低。浙江宁波、杭州、上海、江苏、安徽等地疫情基本得到控制。西安-东莞关联疫情仍在继续发展，两地续发传播风险较高，近日发现有零星外溢病例，风险人员排查工作正抓紧进行。广州报告的由境外奥密克戎变异株输入病例导致的本土病例，已及时采取风险人员排查措施，发生续发传播风险较低。厦门、成都报告的在闭环管理人员中发现的病例社区传播风险较低。
2022年1月8日，国家卫生健康委疾控局一级巡视员贺青华表示，局部地区发生本土聚集性疫情总体可控，有的已恢复常态、有的尚在处置之中。其中，西安疫情近期呈动态下降态势，风险区域在减少，社区病例趋于动态清零，防控工作已初见成效，各项措施还需要坚持和强化；河南关联疫情目前已累计报告175例感染者，波及河南、上海和浙江3地9市；深圳1月8日报告两例病例，基因组测序结果显示为一起新的境外输入引起的本土疫情。
2022年1月15日，国家卫生健康委疾控局一级巡视员贺青华介绍，天津发生的本土奥密克戎聚集性疫情已经波及河南省安阳市和辽宁省大连市，疫情仍在持续发展，但疫情外溢风险逐渐降低；河南安阳的疫情仍存在一定的社区传播风险；陕西西安疫情已进入收尾阶段，仍需要严密防范。广东珠海、中山，上海近日分别报告的本土病例经基因测序发现为奥密克戎感染。
2022年1月22日，国家卫健委疾控局一级巡视员贺青华介绍，中国大陆发生的多起本土聚集性疫情呈现向好的态势。天津本土疫情报告病例数已经持续下降，1月21日首次出现了社会面的病例清零，社区传播风险基本控制。河南安阳新增病例数呈下降态势；河南郑州和许昌1月20日首次出现零新增病例，陕西西安1月18日首次出现零新增病例，疫情进入了收尾阶段。广东珠海、中山疫情新增加病例均来自集中隔离筛查，社区传播风险逐步降低。北京海淀近日新增加的病例来自集中隔离筛查发现，疫情得到了有效控制。北京朝阳、房山、丰台、大兴近日报告的本土病例疫情处于发现早期，疫情源头还在排查过程中，多名感染者活动归集比较复杂，涉及的场所人群密集，社区传播和外溢的风险较高，需要加快风险人群排查和管控。
2022年1月29日，国家卫生健康委员会疾控局一级巡视员贺青华29日在北京表示，目前中国大陆本土疫情呈现局部零星点状散发，但总体疫情保持平稳。其中，河南、广东等省份疫情陆续进入收尾阶段，基本在一个潜伏期左右有效控制住社区感染风险。天津河北区新发现的疫情与此前津南区本土疫情相关联，有集中隔离期间意外暴露感染所致，目前风险人群正在抓紧调查和管控中。云南西双版纳边境地区发生的聚集性疫情波及范围局限，短期内得到了有效控制。北京丰台区1月18日发生的关联疫情波及北京、河北、山东、山西和辽宁等5个省份，病例间传播链条总体清晰，疫情上升势头初步得到遏制，社区传播扩散风险有所降低，目前处于疫情防控的关键期，风险人员排查和管控措施正在有序进行。新疆霍尔果斯23日发生的疫情，病毒测序结果为奥密克戎变异株，疫情涉及人员职业范围比较广，当地已发生一定程度的社区传播。黑龙江牡丹江25日疫情感染者均有明确的流行病学关联，传播链条较为清晰，当地仍存在疫情社区传播扩散风险。浙江杭州26日发生的疫情病毒测序结果为奥密克戎变异株，病例主要集中在杭州市内，湖北、贵州、江西和河南发现散在外溢病例，目前疫情波及范围较为局限，传播链条总体清晰。
2022年2月8日，国家卫生健康委疾控局一级巡视员贺青华介绍，中国大陆疫情形势总体保持平稳，局部散发的聚集性疫情均得到了快速有效的处置。其中，北京、天津疫情总体趋于控制；黑龙江黑河感染者的病毒为奥密克戎变异株，是一起新的境外输入来源引起的本土疫情；深圳关联疫情波及到3省份9市，波及到广西百色的疫情正在处于快速上升阶段，发生进一步传播扩散风险比较高。从百色波及到广西南宁和广东广州的外溢病例感染者在被管控前活动轨迹多，存在疫情扩散外溢风险。
2022年2月4日至25日，深圳口岸检出190名香港跨境司机阳性病例。
2022年2月19日，国务院联防联控机制召开发布会，会上说，广西百色疫情处于收尾清零阶段，辽宁葫芦岛疫情趋势向好，社会传播风险基本得到控制。黑龙江黑河疫情目前主要集中在黑河市，存在多条传播链。广东深圳、珠海、东莞近期发生境外输入引起的聚集性疫情，深圳关联疫情已基本控制，东莞、珠海疫情正在加强流调溯源工作。云南文山、红河、瑞丽三地相继发生疫情，感染来源不明。江苏苏州疫情仍处于快速发展的阶段。
2022年2月26日，国家卫健委疾控局副局长吴良有介绍，中国大陆近期发生的本土疫情呈现点多、面广、频发，德尔塔和奥密克戎变异株叠加流行的特点。北京、天津、山西、上海、山东、福建厦门、黑龙江鸡西近日检出感染者都是隔离管控或闭环管理人员，疫情进一步扩散传播风险较低；江苏苏州疫情近日新增感染者主要来自管控人群，疫情整体处于下降趋势，社区传播风险逐步下降；辽宁葫芦岛疫情近日病例数有所增加；黑龙江黑河、云南红河疫情感染者均集中在当地，存在不同传播链条，感染来源仍在调查；云南临沧疫情近日新增病例集中在当地某中学；广东深圳疫情点多面广，传播链条复杂，社区传播和外溢的风险较高，东莞近日新增的感染者主要分布在某个工业园；四川成都、广西防城港疫情存在进一步传播扩散风险；湖北武汉疫情已波及北京、山东、河北、上海等省（市），各地正抓紧追踪管控风险人员；内蒙古呼和浩特市疫情目前仍处于高位平台期，但社区传播扩散风险有所下降。

## 第二次大规模爆发
进入2022年3月，随着嚴重急性呼吸道症候群冠狀病毒2型Omicron變異株的广泛传播，中国大陆各地报告的本土2019冠状病毒病无症状感染者数逐步超过确诊病例数。自3月6日至11日，本土无症状感染者数量已连续六天超过确诊病例，并在11日出现了单日超过千例的情况。3月12日报告本土新增确诊病例1807例，本土无症状感染者1315例，均创疫情以来最高；近一周内，内地本土感染个案已波及26个省份。2022年3月14日，上海全部客运站暂停营运，深圳全市社区小区封闭式管理，公交、地铁停运。张文宏當天表示，中國疫情陷入倒春寒，是疫情暴發2年來最困難時期。截止2022年3月14日24时，当日中国大陆新增本土确诊病例3507例，本土无症状感染者1647例，合共新增5154宗2019冠状病毒病感染个案，疫情烈度重返当地2020年2月高峰前后的水平；同日，兰州大学新冠肺炎疫情全球预测系统对中国大陆本轮疫情的初步建模预测结果显示，中国大陆本轮疫情预计将于2022年4月初得到控制，预计累计感染约3.50万人(置信区间为2.47万-4.53万)。
3月15日，国务院联防联控机制召开发布会，会上国家卫生健康委新闻发言人、宣传司副司长米锋介绍中国大陆疫情形势，称自3月以来，中国大陆疫情发生频次明显增加，感染人数快速增长，波及范围不断扩大，已波及28个省份，形容疫情防控难度加大，防控形势严峻复杂。国家卫生健康委疾控局副局长、一级巡视员雷正龙对本次大规模暴发进行了详细分析。他表示，2022年3月以来，境外输入疫情引发的本土疫情发生频次明显增加，波及范围不断扩大。3月1日至14日，本土疫情累计报告感染者已经超过15000例，吉林、山东、上海、广东、河北等地疫情还在发展中，部分地区的疫情上升速度较快，社会面传播扩散和外溢风险比较高，各地方正加快风险人员筛查、转运、隔离等工作。本次大规模暴发呈现出点多、面广、频发的特点。
同日，国家卫生健康委员会和国家中医药管理局联合印发《新型冠状病毒肺炎诊疗方案（试行第九版）》。方案在核酸检测基础上，增加抗原检测作为补充，进一步提高病例早发现能力；对疑似病例或抗原检测结果为阳性者，立即进行核酸检测或闭环转运至有条件的上级医疗机构进行核酸检测。核酸检测结果为阳性者，进行集中隔离管理或送至定点医院治疗，并按照规定进行网络直报。在病例分类收治措施方面，轻型病例实行集中隔离管理，相关集中隔离场所不能同时隔离入境人员、密切接触者等人群；普通型、重型、危重型病例和有重型高危因素的病例应在定点医院集中治疗，其中重型、危重型病例应当尽早收入ICU治疗，有高危因素且有重症倾向的患者也宜收入ICU治疗，同时将国家药监局批准的两种特异性抗新冠病毒药物写入诊疗方案，并对中医治疗内容进行了修订完善，增加了针灸治疗内容和儿童中医治疗相关内容。方案对解除隔离管理、出院标准进行了修订，原有的“出院后继续进行14天隔离管理和健康状况监测”改为“解除隔离管理或出院后继续进行7天居家健康监测”。张文宏在3月17日举行的上海市疫情防控新闻发布会上表示，该版方案是“目前为止发布的最科学、最合理的一版诊疗方案”。
3月18日，吉林通報有2起COVID-19本土死亡病例，是自2021年1月以來中國大陸再度出現本土死亡病例。
3月21日，国家卫健委疾控局副局长、一级巡视员雷正龙介绍，自3月1日至當天，全国累计报告本土感染者超过41000例，波及28个省。吉林省疫情处于高位发展阶段。国务院联防联控机制派出督察组赴10省开展督查工作。3月22日，《区域新型冠状病毒核酸检测组织实施指南（第三版）》發佈。
3月25日，中国大陆新增1280起本土確診、4320例本土無症狀感染者，合共5600起本土感染病例，創下將近兩年來的單日新高紀錄，其中以吉林省與上海市为多。其中上海市继续维持爆发性增长趋势，当日共新增感染者2269例。
3月28日，中国大陆新增7051宗感染个案，再创中国大陆疫情常态化防控以来新高。其中本土感染者增达6838宗(或6886宗，有48宗为无症状转确诊)，本土确诊病例和本土无症状感染者分别增达1228宗及5658宗，其中以上海市为多，吉林省其次。同日，上海浦东当局宣布要求全体居民足不出户，除根据统一组织安排在指定时间段到指定点位做核酸采样外，所有人员不得擅自走出家门到楼道等区域。
3月，受中國大陸多点散发疫情和国际大宗商品价格上涨等因素影响，CPI环比持平，同比涨幅有所扩大。
4月1日，国务院联防联控机制召开新闻发布会，介绍3月以来疫情防控工作有关情况。会上说，2022年3月，中国大陆累计报告本土感染者103965例，波及29个省份，其中，1万例以上省份2个，有5个省份累计感染者超过千例，有12个省份累计感染者在100—1000例之间。全国报告新增感染者90%来自吉林省和上海市。吉林省疫情仍处于发展阶段，累计报告感染者超过44000例，吉林市和长春市管控区域内社区传播仍未阻断；上海市疫情正处于快速上升阶段，累计报告感染者超过36000例，近期感染者数量仍将增加。辽宁沈阳、河北唐山、福建泉州疫情社区传播风险依然较高；山东、江苏、浙江等地疫情整体趋好；广东疫情整体平稳，但外防输入压力时刻存在；北京近5天报告的感染者均来自管控人员，疫情整体平稳。
4月2日，中国大陆新增13028宗感染个案，再创中国大陆疫情常态化防控以来新高，单日增量两年多以来首次破万，在2019冠状病毒病疫情发生以来亦仅次于2020年2月12日的16082宗(当日武汉市换用了CT确诊的方式以弥补核酸检测能力的不足)。其中上海市新增8226例冠病感染病例，为2019冠状病毒病武汉市疫情爆发以来中国大陆单日单市新增感染个案的新高，同日，上海集中隔離點醫療救治組組長陳爾真受訪時指出，今次上海疫情的規模比武漢大，但疾病的严重性逊于2020年初的武汉疫情。中华人民共和国国务院副总理孙春兰亦于当日紧急前往上海视察抗疫情况。當天苏州市疾控中心表示蘇州发现奥密克戎BA.1.1进化分支。
4月6日，国家卫生健康委疾控局副局长、一级巡视员雷正龙在国务院联防联控机制新聞發佈會上表示，3月1日-4月5日，中國大陸累计报告本土感染者176455例，波及29个省、自治区或直辖市。上海市累计报告感染者超过90000例，吉林省累计报告感染者超过60000例。国家卫生健康委新闻发言人、宣传司副司长米锋表示要继续坚持“动态清零”总方针不犹豫不动摇。
4月7日0-24时，中国大陆单日新增2019冠状病毒病感染病例连续第三天破两万，并再次突破2019冠状病毒病中国大陆疫情的最高日增感染病例记录，单日新增感染者达24224例，其中本土感染病例达24101例。感染病例多数集中在上海市，当日0-24时该市新增感染者达21222例。
根據野村证券的经济学家估计，截至4月11日，中国有45座城市的大约3.73亿人处于全面或部分封控状态，这些城市的人口占中国总人口的26%，经济产出占中国总产出的40%。
4月19日，国家卫生健康委疾控局副局长吴良有在国务院联防联控机制新闻发布会上介绍，3月1日-4月18日，31个省（自治区、直辖市）和新疆生产建设兵团累计报告本土感染者497214例，波及除西藏外的所有省份。各地动态清零的任务十分艰巨。河北、江苏、浙江、安徽、广东、福建、辽宁等省的疫情总体趋于平稳；吉林省吉林市疫情持续好转，处于下降趋势；长春市疫情呈现下降的态势，近日新增感染者均为集中隔离发现，但由于感染基数大，社区风险未完全排除，需持续强化疫情防控措施，巩固防控成果；上海近日疫情仍处于高位，社区传播风险依然较高，防控形势依然严峻，防控任务十分艰巨紧迫。而在4月25日，沪指盘中跌破3000点关口，創2020年7月以来新低。从4月开始，中国大陆部分地区（如深圳、武汉和杭州）对所有人员开展常态化核酸检测工作，在地人员没有按要求核酸检测的将被限制乘坐公共交通或进入公共场所,4月至4月28日，中國大陸COVID-19本土感染者累計55萬3251例。。4月中國大陸的采购经理人指数为36.2，低于3月份的42。这是自2020年2月以来的最大跌幅。
5月5日，中共中央政治局常务委员会召开会议，习近平表示要坚持动态清零，坚决同一切歪曲、怀疑、否定中国防疫方针政策的言行作斗争。6日，国务院联防联控机制新闻发布会表示，4月中旬以来，中国大陆疫情整体呈持续波动下降态势，“五一”假期期间全国疫情形势总体平稳，4月30日到5月5日，全国日均新增报告感染者5800余例，较高峰期下降80%。截至当日，21个省份和新疆生产建设兵团全域为低风险地区，但仍存在反弹风险，疫情防控形势依然严峻复杂。同時中国欧盟商会发布的一份调查报告显示，中國各地封城已造成欧洲九成在华商业企业受害，四分之三表示整体运营受到影响，六成下调2022年年营收预期，近四分之一则考虑自中国撤资，这一比例为十年新高。
5月13日，国家卫生健康委疾控局副局长雷正龙在国务院联防联控机制新闻发布会上表示，全国疫情近期整体继续呈现下降态势。5月5日以来，全国每日新增本土感染者数均低于5000例，5月12日全国新增本土感染者已降至2300例以下。上海市疫情整体向好，全市新增感染者数呈现稳定下降的趋势；吉林省疫情处于扫尾阶段，北京市近日新增感染者数量有所减少，从高峰日的70多例降到12日的47例，但仍有未处于管控状态的感染者报告，社区传播风险尚未完全阻断。四川广安的疫情尚在发展中，需要从速进行流调排查和管控，河南、江苏、浙江、江西、辽宁等地疫情渐趋平稳，仍需努力尽快清零。
5月16日，《中国疾病预防控制中心周报（英文）》表示中國出現首例新冠病毒奥密克戎亚型毒株BA.2.12.1患者，該病例是入境广东省广州市的境外旅客。5月18日，首个中國国产新冠口服药的治疗报告公布。
5月23日，国家卫健委疾控局副局长、一级巡视员雷正龙在发布会上表示，近期全国疫情整体近期呈现稳定下降态势，上海疫情继续整体向好，但防反弹压力仍然较大，个别点位和社区风险仍有波动，疫情防控成果仍需进一步巩固。北京聚集性疫情和零星散发病例交织，局部地区和重点人群仍有感染传播风险。国家卫健委医政医管局监察专员郭燕红强调建设方舱医院绝不是疫情严重的信号，而是为了有备无患。
5月25日，國務院總理李克強召開「全國穩住經濟大盤電視電話會議」，參加的人員包括省、市、縣級全體約十萬幹部，解放軍上將、國防部長魏鳳和以國務委員身份與會。當天国家医保局办公室、国务院联防联控机制医疗救治组印发《关于进一步降低新冠病毒核酸检测和抗原检测价格的通知》，要求各地在6月10日前将新冠病毒核酸检测单人单检降至不高于每人份16元，多人混检降至不高于每人份5元。
5月27日，国务院联防联控机制召开新闻发布会。国家卫生健康委疾控局副局长、一级巡视员雷正龙表示，全国疫情继续稳定下降，每日新增本土感染者已降至600例以下。上海市每日新增报告感染者数已连续4天降至500例以下，疫情继续处于稳中向好的可控状态，但相较全国其他城市仍处于较高风险水平，仍需要警惕部分重点场所疫情反弹；北京近两日新增报告感染者数量显著降低，已有8个区县达到社会面稳定清零状态，但丰台、海淀等区近日仍发现社区感染者，疫情社区传播风险仍局部存在，需要加大排查集中隔离力度。吉林近期部分抵边县报告本土病例，且感染来源不明确，疫情有自抵边地区逐渐向内陆地区扩散趋势，已出现外溢，需高度重视输入风险，强化外防输入各项措施。天津目前呈现多点聚集性疫情，社区传播风险仍然存在。四川广安邻水疫情进入扫尾期，已连续多日没有报告非管控人员感染者，疫情风险可控。河南疫情基本稳定，郑州市全域实现社会面清零，许昌局部尚存在小规模疫情。
6月2日，国家卫生健康委疾控局副局长、一级巡视员雷正龙介绍，全国疫情呈现稳定下降的态势，5月30日以来新增本土感染者数已经连续3天降至100例以下，但局部地区仍有小幅波动，防控形势依然严峻复杂。上海疫情进入向常态化防控转换阶段，北京新增感染者数持续下降，但两地仍有社会面零星新增。吉林、辽宁一些地区疫情仍在进展，感染来源尚不明确，疫情扩散风险较高。天津、四川等地虽有病例报告，但来自隔离人员，风险受控。
6月9日，国家卫生健康委新闻发言人、宣传司副司长米锋介绍，全国疫情形势整体保持平稳，但个别边境口岸城市出现本土聚集性疫情。国家卫生健康委疾控局一级巡视员贺青华表示，对于没有发生疫情，也没有输入风险的城市，查验核酸不应该成为一种常态；对于低风险地区、低风险人群、长期居家人群没有必要进行频繁地核酸检测。核酸检测的重点是高风险人群和高风险岗位的工作人员，以及有疫情的地区。而对于部分地区对于不参与常态化核酸检测的群众采取罚款、拘留等强制性的措施，贺青华表示国务院联防联控机制将要求有关地方及时整改纠正。6月中旬，北京、江苏、安徽、山东、广东等地部分地区相继取消常态化核酸检测。
6月17日，国家卫生健康委疾控局一级巡视员贺青华介绍，全国疫情形势总体平稳，近两天新增的感染者已经降到100例以下，但局部疫情仍然有波动。北京近一周持续发现的感染者与酒吧人员聚集有关，波及北京市多个区，近两天感染者均来自隔离观察人员，扩散的风险有所降低，仍需要通过严密的流调和重点地区、重点行业核酸筛查来排查风险，防控工作不能松懈；上海近期持续报告零星的非管控人员感染，个别区域还存在隐匿社区传播风险；内蒙古二连浩特、赤峰疫情整体呈下降趋势，但仍有重点人群和来源不明的感染者，局部地区存在社区传播扩散风险；吉林通化、白山市出现来源不明的社会面感染者，仍然存在一定的社区传播风险。
6月24日，国家卫生健康委新闻发言人、宣传司副司长米锋表示，全国疫情形势持续向好，全国新增本土确诊病例比上一周下降了81.6％。他再次强调要科学、精准执行国家统一的疫情防控政策，严格落实疫情防控“九不准”要求。国家卫生健康委疾控局副局长、一级巡视员雷正龙通报了三个违反“九不准”的典型案例。
6月27日至7月3日，至少有江苏徐州、南京、无锡、盐城、苏州、淮安，浙江杭州、金华等两省8市发现本土新冠感染者。

### 第九版防控方案更新后
6月28日，《新型冠状病毒肺炎防控方案（第九版）》發佈。根據該防控方案，密切接触者、入境人员隔离14+7调整为7+3。同时统一封管控区和中高风险区划定标准，完善了疫情监测的要求。国家卫生健康委监督局副局长程有全在发布会上介绍，国家卫生健康委网站上开通了疫情防控“九不准”公众留言板，群众可以反映疫情防控“层层加码”的问题。
7月4日，中国单日新增本土确诊及感染380例，确诊人数最多的安徽当局形容疫情处置处于关键期，省长要求保持战时状态。宿州市下令3天内社会面清零。7月5日单日新增本土确诊和感染382例，其中安徽占222例。安徽本轮疫情已有近一千例感染。此次疫情在短短一个月内已波及安徽、上海、福建、北京、江苏、浙江、山东、四川、陕西及天津等十多个省及直辖市。7月8日，国家卫生健康委疾控局副局长、一级巡视员雷正龙介绍，7月上旬局部地区疫情有所反弹。
7月中旬，中國约有41個城市全面或局部封控，涉及2.64億人，相關地方的經濟活動占全中國18.7%。美國外交關係協會（Council on Foreign Relations）全球衛生問題高級研究員黃延中表示，愈來愈多中國城市出現BA.5的病例，顯示中國會出現新一波疫情，在中國的清零政策下，會引致更多大規模核酸檢測及封控。德國柏林大學病毒及免疫學教授坎寧（Denis Kinane）表示，中國大批老人未接種疫苗，而Omicron病毒變異速度快，對中國控制疫情造成很大的挑戰；中國封城或邊境管制措施可以延遲BA.5疫情爆發，但他預期BA.5會在未來數月成為中國的COVID-19（2019冠狀病毒疾病）疫情的主流病毒。
7月25日，首个中國国产抗新冠口服药附条件获批上市。
8月，中國首次檢測出奥密克戎变异株BA.5.1.3。中国宣布中共二十大会议日期之时，多个地方再度出现新冠疫情，重新推出暂停堂食、关闭娱乐场所等严控措施。中国全境超过70座城市被置于全城或部分防疫封控之中，3億人受到影響。中国2022年一季度经济增长4.8%，二季度仅增长0.4%，同时拖累上半年总体经济增长，前6个月只录得2.5%增长，而中国的全年经济增长目标为5.5%。另外，根据中国国家统计局公布的数据，7月份中国16至24岁人口调查失业率为19.9%，青年人失业率仍然处于历史较高水平。

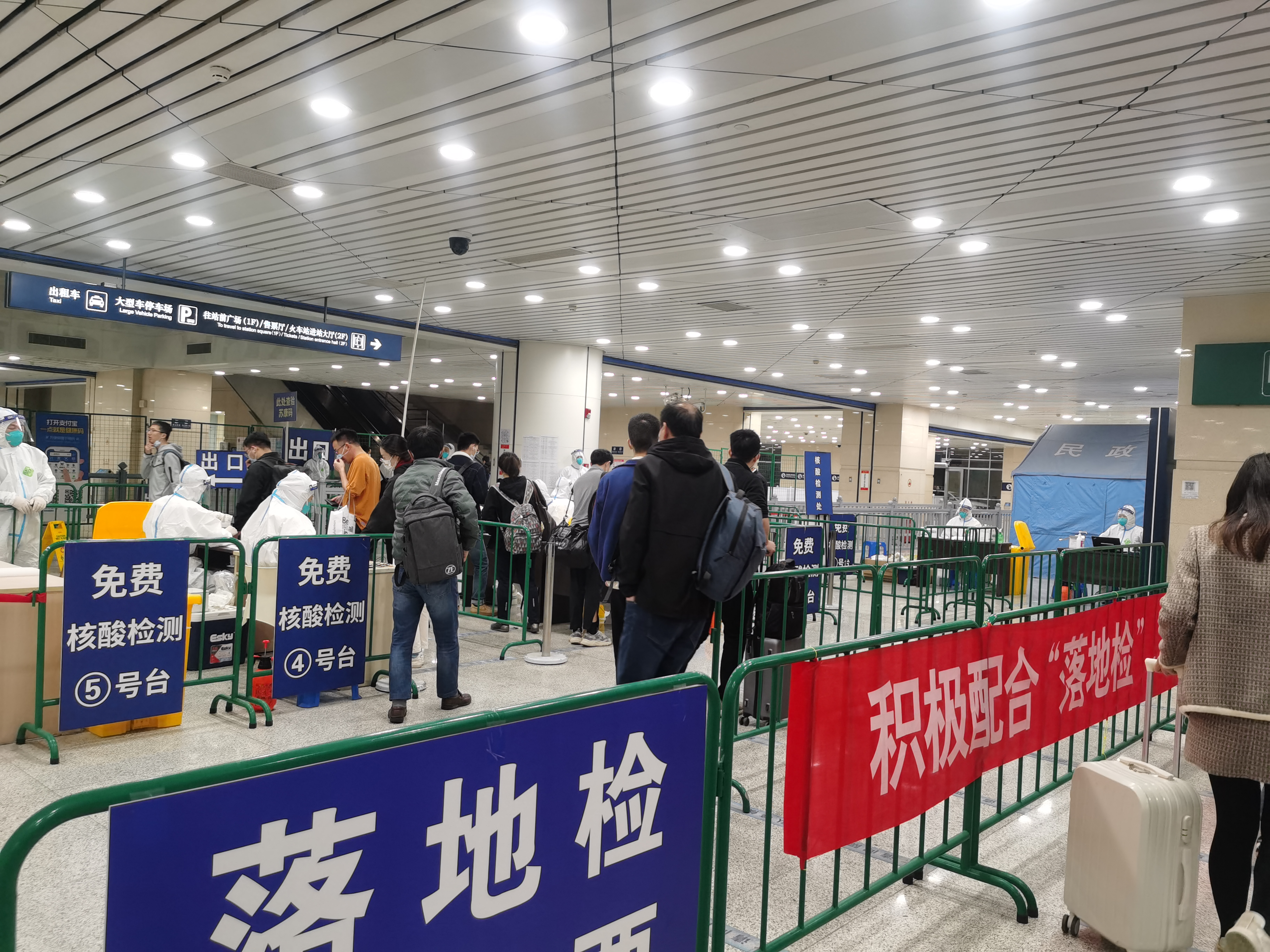
自9月中旬起，中国大陆各地对外地旅客实行“落地检”，直至12月“新十条”公布

9月8日，国务院联防联控机制召开新闻发布会。会上介绍，9月以来，全国29个省份报告了新增本土感染者，在局部时有发生，部分地区社区传播和疫情外溢仍未完全阻断。前期疫情较重的重点省份取得疫情防控的阶段性成效，个别省份的部分地市疫情仍在发展中。国家卫生健康委医政医管局副局长李大川介绍，对核酸检测机构实行“红绿灯”制度，加强核酸检测机构监管，同时指出对于没有发生疫情的地区，要开展常态化核酸检测。国家卫生健康委疾控局副局长吴良有表示，随着中秋国庆假期的到来，人员流动性增加，加大了疫情传播的风险。吴良有指出，倡导民众国庆假期就地过节，尽量减少跨地市出行；乘坐飞机、高铁、列车、跨省长途客运汽车、跨省客运船舶等交通工具需持有48小时内核酸检测阴性证明；跨省流动人员抵达目的地后，积极配合当地完成“落地检”；入住宾馆、酒店和进入旅游景区等人流密集场所时，要查验健康码和72小时内的核酸检测阴性证明；非必要不举办培训、会展、文艺演出等大型聚集性活动，确需举办的，落实防控措施，参加活动人员需扫码登记、查验48小时内核酸检测阴性证明。上述政策防控措施执行时间为2022年9月10日起到10月31日止。发布会上还公布，河南省商丘市、三门峡市，江苏省苏州市，存在对低风险来（返）人员社区报备不批准、不回应，对出行群众进行阻拦和劝返的情况；河南省开封市、浙江省湖州市德清县存在要求外来（返）人员提供不切实际的社区报备材料情况；河北省邯郸市邱县、浙江省台州市、宁夏回族自治区吴忠市盐池县存在对外来（返）人员进行社区报备后，仍然采取集中隔离等强制手段限制出行的情况。中国疾控中心流行病學首席專家吳尊友9月9日指出，中国大陆每日報告確診和無症狀感染在千宗以上的嚴峻形勢已持續約一個月，是自武漢疫情以後，除上海疫情之外，疫情形勢最為嚴峻、複雜的，分析指这一严峻形势主要是周邊環境和變異病毒兩方面原因。
9月29日举行的国务院联防联控机制召开新闻发布会上，国家疾控局传防司司长、一级巡视员雷正龙介绍，近期疫情主要集中在西藏、宁夏、贵州、黑龙江等省份，以奥密克戎变异株BA.5和BA.2.76亚分支为主，与8月份相比每日新增感染者数大幅度下降，疫情波及范围不断缩小。海南、新疆等前期疫情比较重的省份取得了疫情防控的阶段性胜利，西藏疫情平稳向好，贵州疫情得到控制。宁夏、黑龙江省疫情正处于发展阶段。
10月上旬，随着国庆节假期期间社会面的人员流动增加，中国大陆本土阳性病例再度上升，10月10日通报新增2089起本土阳性病例（包括无症状感染者），是8月20日以来的最高点，主要分布在内蒙古、新疆、广东、四川、甘肃、山西等20多个省市区，尤其是新疆疫情出现反弹。内蒙古、广东等地陆续通报发现奥密克戎BF.7和BA.5.1.7变异毒株，各地也重新收紧疫情管控政策，采取更严格的人员流动管制和更频繁的核酸检测，遏制疫情进一步恶化。上海也再度收紧管制措施，其中普陀、长宁和嘉定都在10月10日关闭了文娱场所，同时要求抵沪人员“三天三检”；深圳市则要求外来人员抵深后“三天三检”。北京也加强了入城的管控，有民众表示没有去过高风险地区或接触高风险人群，北京健康宝也被赋“弹窗”，被认为是进一步限制进京。媒体报道认为，在即将召开中共二十大会议之际，各地集中就防疫政策表态，是在会议举行前表达对最高领袖决策的捍卫。
2022年10月16日，中国共产党第二十次全国代表大会在北京召开，中共中央总书记习近平在二十大报告中再次强调坚持“动态清零不动摇”。
10月13日，国务院联防联控机制新闻发布会。中国疾控局传防司司长雷正龙要求各地加快精准流调，强调疫情防控不能简单化，不能过大范围划定风险区域，不能以“静默”代替管控。对风险区域外的学校、餐饮等单位，要加强疫情监测，坚决避免“一关了之”。中国国家卫健委新闻发言人米锋在同一场合强调，要坚决整治“层层加码”，关心关爱受到疫情影响的群众，切实保障他们的生活和就医需求。要始终做好个人防护，遵守防疫要求，积极接种冠病病毒疫苗。
11月1日，网传中共中央已经成立一个筹备重新开放（Reopening）的委员会，由中共中央政治局常委、中央应对疫情工作领导小组副组长王沪宁领导。该委员会“正在检视来自美国、香港及新加坡有关新冠疫情的数据，评估重新开放的可能性，目标是明年3月开放”。在这一消息迅速传开后，香港和沪深股市暴涨。恒生指数收盘报15,455点，涨幅超过5%，恒生科技指数升幅将近8%。A股亦飙高，上证综合指数以2,969点收盘，升2.6%；沪深300指数（CSI300 Index）升3.4%。11月4日，路透社获得的一份录音表示，中国疾病预防控制中心前首席流行病学家曾光在花旗银行主办的会议上说，中国对新冠疫情实施的动态清零政策很快将有“实质性改变”。不过这些消息均未得到官方证实。但在2023年3月，路透社的报道证实了王沪宁曾在2022年10月底与顶级医学专家和高级官员举行了一次闭门会议，并要求他们制定重新放开的路线图。同时期的报道还披露了在此期间，新当选的中共中央政治局常委李强和新任中共广东省委书记黄坤明等高级官员也在游说习近平放弃动态清零政策，医学专家、共和国勋章获得者钟南山更是两次亲自写信给习近平，告诉他清零政策是不可持续的，并敦促逐步重新开放，在公开场合为清零政策站台的中国疾病预防控制中心首席流行病学专家吴尊友也在私下表示不同意过度防控。
11月5日，国务院联防联控机制新闻发布会。会上通报，全国每日报告新增阳性感染者数量波动上升。受奥密克戎进化分支传播能力强、隐匿传播的影响，跨省跨区疫情增多，多地新旧疫情叠加交织，乌鲁木齐、呼和浩特、广州、郑州、福州、兰州等省会城市发生了聚集性疫情，局部地区出现了疫情反弹。会上说，当局坚决清理和制止各种形式的简单化、一刀切和“层层加码”行为，曝光的问题包括：对来自低风险地区人员采取强制劝返、隔离等限制措施；随意将限制出行范围由中高风险地区扩大到其他地区；随意扩大采取隔离管控措施的风险人群范围。一些地方处置疫情还存在简单化、一刀切、“层层加码”等新的表现形式。一是隔离场所收费，如贵州省毕节市、四川省南充市。二是随意“静默”、“封城”代替管控，如河南省郑州市。此外，舆情监测发现个别地区以赋码弹窗的形式限制人员出行。

## 「白纸运动」及第三次大规模爆发

### “二十条”发布至“新十条”发布前

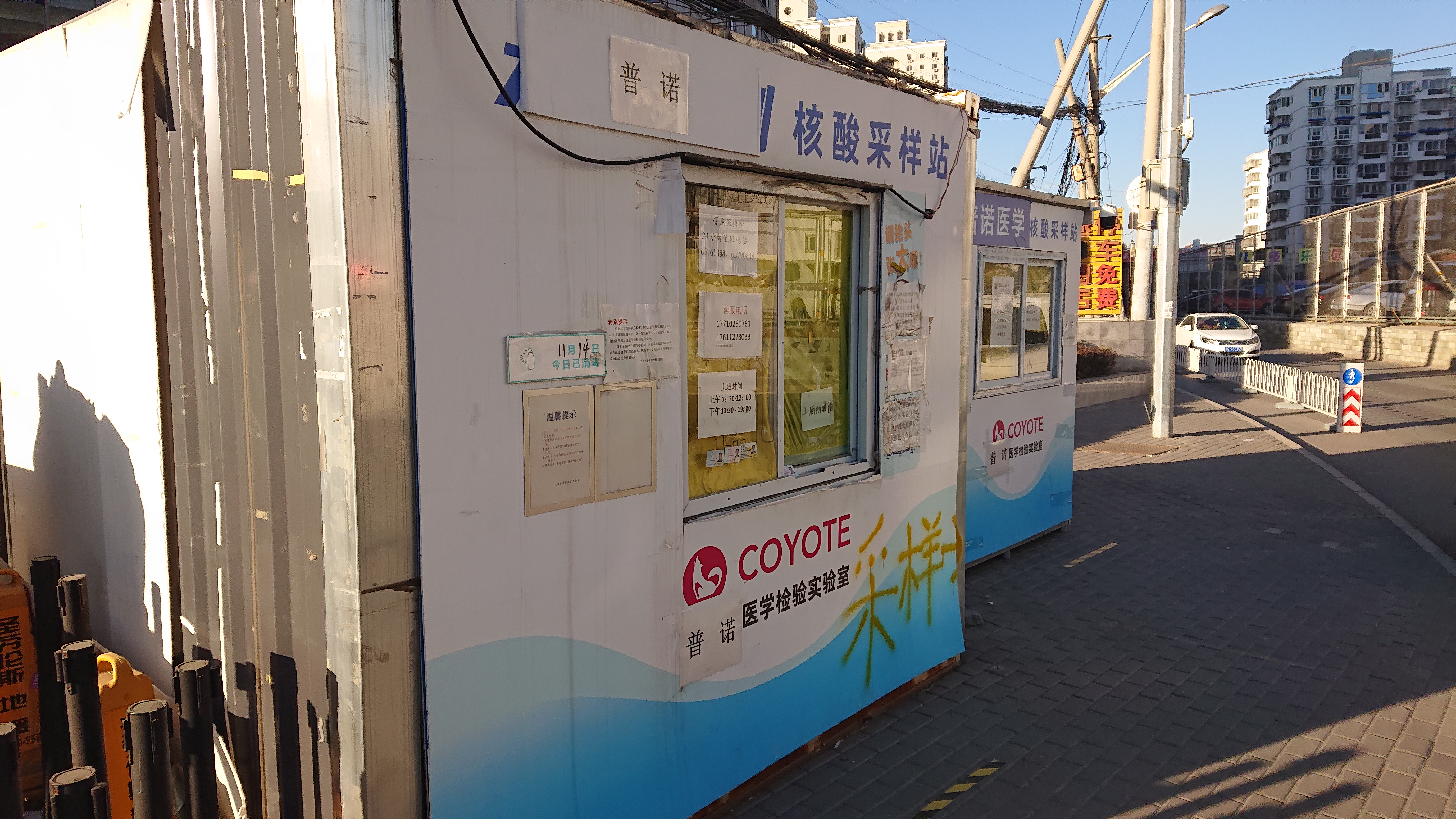
“二十条”公布后，北京市一处被停止使用的核酸检测亭

11月10日，中共中央总书记习近平主持召开二十大后的中央政治局常务委员会的首次会议。会上，他再次强调贯彻“动态清零”防疫总方针是坚定不移的立场。，并表示将研究部署进一步优化防控工作的二十条措施，但措施当天并未公布。11月11日，国务院联防联控机制综合组印发《关于进一步优化新冠肺炎疫情防控措施 科学精准做好防控工作的通知》，公布了此前所称的“二十条”措施。通知要求，对密切接触者，将“7天集中隔离+3天居家健康监测”管理措施调整为“5天集中隔离+3天居家隔离”；不再判定密接的密接。将高风险区外溢人员“7天集中隔离”调整为“7天居家隔离”。将风险区由“高、中、低”三类调整为“高、低”两类，原则上将感染者居住地以及活动频繁且疫情传播风险较高的工作地和活动地等区域划定为高风险区，高风险区一般以单元、楼栋为单位划定，不得随意扩大；高风险区所在县（市、区、旗）的其他地区划定为低风险区。高风险区连续5天未发现新增感染者，降为低风险区。对结束闭环作业的高风险岗位从业人员由“7天集中隔离或7天居家隔离”调整为“5天居家健康监测”。没有发生疫情的地区严格按照第九版防控方案确定的范围对风险岗位、重点人员开展核酸检测，不得扩大核酸检测范围。一般不按行政区域开展全员核酸检测，只在感染来源和传播链条不清、社区传播时间较长等疫情底数不清时开展。取消入境航班熔断机制，并将登机前48小时内2次核酸检测阴性证明调整为登机前48小时内1次核酸检测阴性证明，入境人员管控措施调整为“5天集中隔离+3天居家隔离”。入境人员阳性判定标准为核酸检测Ct值<35，对解除集中隔离时核酸检测Ct值35—40的人员进行风险评估。对于入境重要商务人员、体育团组等，“点对点”转运至免隔离闭环管理区（“闭环泡泡”)，开展商务、训练、比赛等活动，期间赋码管理，不可离开管理区。中方人员进入管理区前需完成新冠病毒疫苗加强免疫接种，完成工作后根据风险大小采取相应的隔离管理或健康监测措施。消息传出后，中国大陆股市和香港股市出现上涨，旅游网站酒店、民宿和部分旅游目的地搜索量也出现上涨。多地也表示全面落实二十条文件要求，宣布取消区域全员核酸检测。11月12日，国家卫健委官员表示，防控政策的调整和优化是基于科学认识，不是放松更不是“躺平”，不断优化疫情的防控举措，不是放松防控，而是强调更加科学精准和与时俱进。11月14日，《人民日報》發表評論文章，提到要堅定不移落實「外防輸入、內防反彈」的總策略，但首次未有提及「動態清零」，引发关注。尽管如此，“二十条”仍被认为是中国大陆疫情近三年前爆发以来最重大的实质性放松政策，被广泛看作是一个里程碑。据路透社援引花旗银行的分析，“二十条”标志着“清零”防疫政策结束的开始，预计随着未来几个月加速推动疫苗接种，为全面开放的准备工作将展开。许多专家表示，中国不太可能立刻开始全面开放，最早也要等到2023年3月人大政协两会之后。
11月13日，有网友称石家庄不再强制进行全员核酸，并疑似放开多项疫情防控措施，学校亦通知学生返校，但市民反而开始担心。次日，中共石家庄市委书记张超超称防疫措施调整绝非躺平或放开，呼吁市民理性对待。
11月14日，中国大陆新冠感染人数连续4天超过一万人。11月13日，新增感染人数超过一万六千人，其中广东超过四千六百人。有居民表示，新的二十条疫情优化防控措施，并没有给民众带来便利，部分城市的封控还在持续。
11月15日，文化和旅游部发布《文化和旅游部关于进一步优化新冠肺炎疫情防控措施 科学精准做好文化和旅游行业防控工作的通知》。通知表示，跨省旅游经营活动不再与风险区实施联动管理，跨省游客需凭48小时内核酸检测阴性证明乘坐跨省交通工具。消息发布后一小时内，旅行平台跟团游产品搜索量快速上涨。
11月中旬，優化防控措施20條發布後，疫情反覆，20條措施形同虛設，以至於「層層加碼」的做法引起民怨。隨後，11月14日夜晚，廣州海珠区爆發反封控示威，河南亦同時爆發鄭州富士康抗議。而在乌鲁木齐火灾后，民间对动态清零政策的不满情绪达到顶点，自11月26日起，示威潮至少遍佈中國21省與海外多地，多個大型城市均出現人潮，由南京、上海開始，隨後北京、广州、福州、廈門、沈阳、哈尔滨、长春、重慶、成都、蘭州、杭州、西安、武漢、鄭州、大理、长沙、濟南、太原、烏魯木齊、拉薩、佛山、珠海等地的市民和至少有207所高等院校學生先後組織響應，上海甚至一度有抗议群众喊出“共产党下台，习近平下台”的口号。此次示威潮是自1989年六四事件以来中国爆发的规模最大的反政府集会示威运动。根据路透社在2023年3月的报道，在此次示威潮之后，习近平改变了之前对防疫工作亲力亲为的做法，转而让时任中央应对疫情工作领导小组组长李克强和李强全面负责防疫方面的工作。李克强和李强在接手防疫事务后随即开始推动更加宽松的政策用以取代之前的严格防控措施。
11月27日，中国大陆新冠感染数达到疫情开始以来最高水平，超过了此前4月中旬的单日新增记录（4月时特大城市上海处于封锁状态，居民难以购买食物和获得医疗服务）。
11月30日，广州各区宣布解除所有疫情防控临时管控区，并宣布不再按行政区域开展全员核酸检测，成为第一个公开宣布放松疫情防控措施的城市。其他城市也随即跟进，如北京宣布无社会面活动的人员可以不参加社区核酸筛查、重庆强调“不重复检测、不加码检测”、昆明解除临时管控区、石家庄宣布部分地区实施分区分级差异化防控，有序恢复生产生活秩序、成都宣布进入公共场所和乘坐公共交通工具不再查验核酸检测报告等。但锦州却在12月1日发文称“再继续坚守几日，实现“动态清零”，能清零而不清零，实在是太可惜了”，和其他城市的放松管控举措形成了鲜明对比，引发了舆论争议，迫使锦州市政府在14个小时后宣布主城区有序恢复生产生活秩序。
11月30日和12月1日，国务院副总理孙春兰连续两天在国家卫生健康委召开座谈会。会上，孙春兰强调，随着奥密克戎病毒致病性的减弱、疫苗接种的普及、防控经验的积累，疫情防控面临新形势新任务。从11月30日开始，国内多个大城市密集宣布对防控措施进行优化。而随着防疫政策的调整，中国大陆多地感冒药、退烧药、抗原试剂盒等品类热销，导致部分药店供货紧张，甚至出现售空情况，尤其是连花清瘟胶囊出现了大幅涨价。
12月1日，中共中央总书记习近平对来访的欧洲理事会主席夏尔·米歇尔表示，他认为近日中国国内示威是源于抗疫三年民众感到沮丧，示威主体是青年在校学生。习近平承认现流行的奥密克戎株远不如德尔塔株致命，这为中国进一步放开防疫措施开出了一条路，并称中国一些地区已经这样做了。习近平还表示，中国总体疫苗接种率也较高，但老年人接种率低构成挑战。习近平的回应被认为证实了中国将放开防疫政策。
12月4日，上海、深圳、南京、沈阳、杭州、山东省等地相继宣布自12月5日起进入室内公共场所和乘坐公共交通工具时不再查验核酸检测阴性证明，浙江省多地也于同日宣布不再开展常规核酸检测。而被封城超过100天的乌鲁木齐也宣布自12月5日起解封并不再开展常规核酸检测。
12月5日，官媒新华社发表题为《优化防控措施 树立抗疫自信》的时评。文章写道，奥密克戎病毒致病力在减弱，人们的应对能力在增强，这为持续优化完善防控举措奠定了基础，提供了条件，形容抗疫三年“最困难的时期已经走过”。

### “新十条”发布至“乙类乙管”前

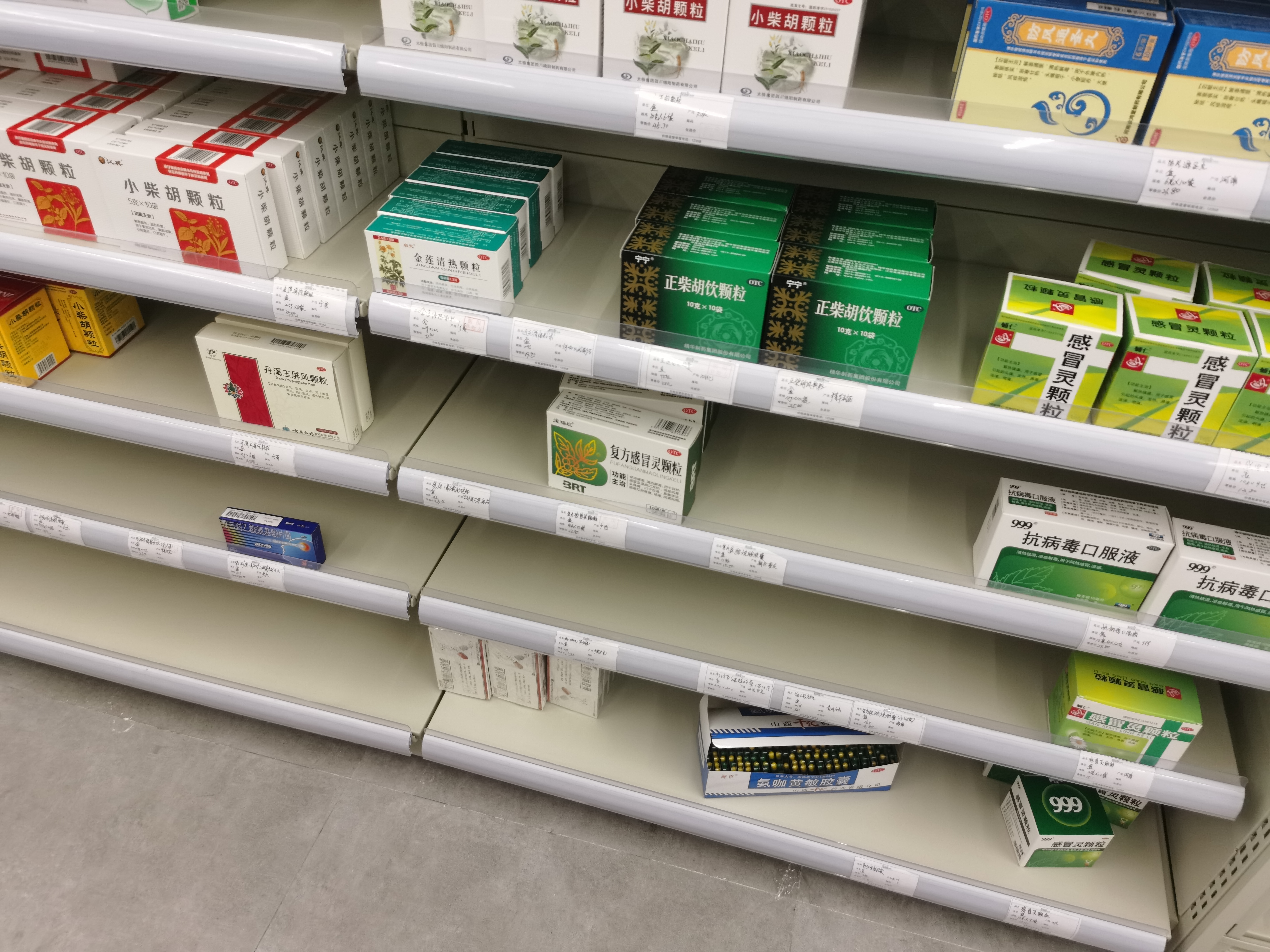
随着防疫政策的调整，一些地方的药房出现感冒药、退热药售空的情况

12月7日，在广州、北京等部分城市宣布放松疫情防控措施一周后，国务院应对新型冠状病毒肺炎疫情联防联控机制综合组发布《关于进一步优化落实新冠肺炎疫情防控措施的通知》（“新十条”）。其中提出不按行政区域开展全员核酸检测，对高风险岗位从业人员和高风险区人员按照有关规定进行核酸检测，其他人员愿检尽检。除养老院、福利院、医疗机构、托幼机构、中小学等特殊场所外，不要求提供核酸检测阴性证明，不查验健康码。不再对跨地区流动人员查验核酸检测阴性证明和健康码，不再开展落地检。具备居家隔离条件的无症状感染者和轻型病例一般采取居家隔离，也可自愿选择集中隔离收治。按楼栋、单元、楼层、住户划定高风险区，不得随意扩大到小区、社区和街道（乡镇）等区域。跟混检阳性人员同楼栋、同单元的人员不需要实施临时封控。自當天起，旅客购買火車票、乘火车及进出火車站停止查验48小时核酸证明和健康码。机场、道路水路客运也不再查验核酸证明及健康码。国务院联防联控机制表示，若仅检出1例阳性，且无社区传播风险，可不划定高风险区。文化和旅游部也規定娱乐场所和旅游景区均不再要求查验核酸和健康码。新十条的发布标志着中国政府事实上结束了实施近三年的清零政策，中国的疫情防控工作进入快速过峰阶段。此後多地宣布进出场所、乘坐公共交通工具等不再查验核酸。
12月12日，中国官方宣布自12月13日零时起下线在疫情期间用来记录民众行踪的行程码。
12月13日，中国疾控中心表示，中国现阶段流行的毒株仍以BA.5的亚分支BA.5.2和BF.7为主。另外中國本土病例已检出BQ.1及其亚分支。12月14日起不再公布无症状感染者数据。
12月14日，国务院联防联控机制召开新闻发布会。工业和信息化部消费品工业司副司长周健表示，针对近期部分药品短缺的问题，相关部门已进一步加大对相关药品生产企业生产要素的保障，将解热镇痛药作为重点，建立应急值班值守和快速响应机制。针对抗原检测试剂、疫苗、口罩等防护用品的生产问题，周健表示，重点医疗物资产能充足，抗原检测试剂在一些地方出现了暂时性短缺，主要是因为前期市场需求较少，终端药店库存较低。随着产能不断释放，产量会迅速提升，能够满足群众的需要。中国国务院副总理孙春兰承认，北京的感染病例正在迅速增加。中國仍有数百万老年人没有完全接种疫苗。在80岁以上的人中，有66.4%的人接種了三剂疫苗。世卫组织卫生应急管理负责人迈克尔·J·瑞安表示，中国病例的爆炸性增长并不是因为解除了清零政策。中国的病例爆炸早在清零政策放松之前就开始了，說明清零政策等控制措施本身并不能阻止奧密克戎蔓延。
12月15日，国家卫生健康委新闻发言人、宣传司副司长米锋表示當前疫情防控的工作重心从防控感染转到医疗救治。當天美国驻华使馆、德國駐華使館等多國駐華使館以中國病例激增為由暂停所有签证服务。美国、韩国、印度、意大利、日本和台湾等多個国家和地区采取应对措施，对来自中国大陆的旅客进行入境病毒检测。中方則暂停签发韩国、日本公民口岸签证。12月18日，中华人民共和国交通运输部表示汽车客运站和营运客车的从业人员或旅客出现感染新冠病毒情况时，汽车客运站、营运客车一般不采取临时封控措施。
由于防控政策的调整，加上取消常态化核酸检测，中国大陆多地核酸检测点存在人员大排长龙，甚至是聚集的现象，容易引发交叉感染，为此当地发布提示，市民如非必要可不参加核酸检测。与此同时，多地急救电话呼叫量激增，不少医院的发热门诊大排长队，张文宏指出接下来的一个月将是医疗机构承压的至暗时刻。多地也呼吁市民非必要不打急救电话，不去医院，将急救资源留给更需要的急危重症患者。多地也将核酸采样亭改为发热诊疗站或便民医疗点。另外，多地也开展了“全民戴口罩”行动，倡议民众进入公共场所全程戴口罩。浙江、安徽等地宣布各级党政机关不再查验核酸阴性证明。
不再清零後，中国内地各大城市醫院出现不同程度的医疗挤兑，殯儀館焚尸爐日夜運作，尸體必須等待6天才能火化，甚至有長者遺體因無處安放而暫厝家中。相關退燒藥和抗原也出現緊缺，中國境內人士的海外亲友帮忙抢药，导致港澳、澳大利亚多地缺药。一些地方宣布对退热药零拆销售，并采取限购措施。汪小菲、黄子韬、贾乃亮、黃安、章子怡等藝人相繼感染。
12月20日，國家衛健委表示，为了科学客观、实事求是地反映新冠疫情造成的死亡情况，發表通知，明确对相关死亡病例进行科学分类。主要是两个方面，由于新冠病毒导致的肺炎、呼吸衰竭为首要死亡诊断，归类为新冠病毒感染导致的死亡；因其他疾病、基础病，比如心脑血管疾病、心梗等疾病导致的死亡，不归类为新冠导致的死亡。此舉引發輿論爭議， 世衛組織突發衛生事件規畫執行主任瑞安認為中國的新冠死亡定義過於狹窄，大大低估了與病毒有關的真實死亡人數，指因爲在考慮到感染的嚴重程度時，有許多感染者因為不同器官系統受病毒破壞而死亡。
12月22日，英国研究公司Airfinity根据中国内地数据建模的报告估计，中国每天可能有5000多人死于COVID-19，其中北京和广东省的数字增长最快。同时，中国国家卫健委12月21日举行的会议的内部会议记录显示，在12月的前20天，中国可能有多达 2.48 亿人感染了COVID-19，而近3700万人可能在12月21日当天被感染。中国疾控中心病毒病所所长许文波介绍，中国大陆近三个月以来已经监测到BF.7、BQ.1、XBB传入，一共有130多个奥密克戎的亚分支输入中国大陆，同时50个亚分支引起关联的本土病例或者暴发流行，包括BQ.1和XBB，其中9个省份的49例病例中检出BQ.1及其亚分支，在3个省11个病例中检出XBB亚分支。
12月23日，青岛市卫生健康委主任薄涛指出，按照监测数据推测，青岛目前每日新增感染量为49万人至53万人，之後兩天（24日及25日）会在此基础上以10%增速增加。 东莞市卫生健康局指，东莞感染者正以每天25万至30万人的规模增长，增速越来越快，医疗机构和医护人员承受史无前例的严峻挑战和巨大压力。
12月25日，中国国家卫健委宣布，从当天起不再发布每日疫情信息；相关消息将改由中国疾控中心发布，供参考和研究使用。 而浙江省卫健委副主任俞新乐在省新冠疫情防控新闻发布会上表示，目前浙江省日新增报告的阳性人数已突破100万例，预期元旦前后达到高位的平台期；到达最高峰后，浙江全省每日新增阳性人数将最高达200万，高峰期预计维持一周。
12月26日深夜，国家卫健委宣布，将“新型冠状病毒肺炎”更名为“新型冠状病毒感染”；自2023年1月8日起，解除对新型冠状病毒感染采取的《中华人民共和国传染病防治法》规定的甲类传染病预防、控制措施；新型冠状病毒感染不再纳入《中华人民共和国国境卫生检疫法》规定的检疫传染病管理。国务院联防联控机制同日发布《关于对新型冠状病毒感染实施“乙类乙管”的总体方案》，方案明确进一步提高老年人新冠病毒疫苗接种率、完善新型冠状病毒感染治疗相关药品和检测试剂准备、加大医疗资源建设投入、调整人群检测策略、分级分类救治患者、做好重点人群健康调查和分类分级健康服务、强化重点机构防控、加强农村地区疫情防控、强化疫情监测与应对、倡导坚持个人防护措施、做好信息发布和宣传教育及优化中外人员往来管理，不再开展全员核酸筛查，社区保留一定数量的便民核酸检测点。不再实行隔离措施，不再判定密切接触者，不再划定高低风险区。同時外國来华人员在行前48小时进行核酸检测，结果阴性者可来华，无需向中國驻外使领馆申请健康码，将结果填入海关健康申明卡。如呈阳性，相关人员应在转阴后再来华。取消入境后全员核酸检测和集中隔离。健康申报正常且海关口岸常规检疫无异常者，可放行进入社会面。取消“五个一”及客座率限制等国际客运航班数量管控措施。逐步恢复水路、陆路口岸客运出入境。有序恢复中国公民出境旅游。对国际邮轮，先开展试点，再逐步放开。
12月27日，配合落实新型冠状病毒感染“乙类乙管”的5个相关文件印发。国家移民管理局发布公告，自2023年1月8日起优化移民管理政策措施，其中明确恢复受理审批中国公民因出国旅游、访友申请普通护照，恢复办理内地居民旅游、商务赴港签注。恢复签发中华人民共和国出入境通行证，恢复签发边境地区出入境通行证。逐步恢复陆路、水运口岸客运通关，恢复毗邻港澳口岸边检快捷通道。中華人民共和國教育部表示高等学校不再开展全员核酸筛查。中国疾控中心病毒病所所长许文波表示，奥密克戎变异株的BA.5.2和BF.7仍是當前中國流行的绝对优势毒株。
12月29日，中華人民共和國交通运输部決定自2023年1月8日起，取消乘客出入客运场站、乘坐公共交通工具测温要求。而中國疾控流行病學前首席科學家曾光估算，北京的新冠感染率可能已經超過了80%。另外海南省感染率已达50%，浙江省衢州市感染率介于30%至35%，四川省则达63.52%。
12月31日，中华人民共和国领导人习近平发表2023年新年贺词，贺词中提到，中国在抵御新冠疫情方面经历了“艰苦卓绝”的努力，战胜了“前所未有”的困难和挑战，疫情防控进入“新阶段”。这也是习近平在12月初中国当局放弃“动态清零”防疫政策以来，首次公开谈及中国的防疫工作。
2023年1月，上海市疫情防控工作领导小组专家组成员袁政安接受媒体采访时表示，目前上海所发现的奥密克戎BQ.1和XBB毒株，仅在极少数入境隔离人员中检出，尚未在社会面上造成本土传播。1月3日，杭州市疾控中心发布消息称，在闭环管理的入境人员中检测出了XBB、BQ.1、BQ.1.19等奥密克戎进化分支病毒株。由于网络上出现XBB毒株可能引发呕吐、腹泻等肠道症状的消息，多地民众纷纷抢购蒙脱石散、诺氟沙星等具有治疗腹泻效果的药品。而发布呼吁大家抢购蒙脱石散的无锡籍男子也被当地公安机关调查。另有消息称，有民众开始抢购纸尿裤。1月4日，中国疾控中心表示，虽然XBB系列变异毒株引起全球关注，但中国三个月内由XBB系列变异株引发大规模流行的可能性极低。
1月6日，中国国家卫健委、国家中医药局发布《新型冠状病毒感染诊疗方案（试行第十版）》，除根据先前卫健委公告将“新型冠状病毒肺炎”更名为“新型冠状病毒感染”外，亦将“二十条”“新十条”发布后的一些应对措施正式纳入诊疗方案，包括不再集中隔离收治感染者、将抗原测试作为判断依据、优化临床分型、不再判定疑似病例、不再以核酸检测结果作为患者出院与否的判定条件等。1月7日，《新型冠状病毒感染防控方案（第十版）》发布，再次明确取消区域封控、不再进行全员核酸检测、不再判定密接、不再划定风险区、不再集中隔离收治感染者，并规定了常态下以及疫情流行期间各自的监测措施和防控措施；其中，县级以上政府在疫情流行时可采取的紧急防控措施如下：
- 暂缓非必要的大型活动；
- 暂停大型娱乐场所营业活动；
- 博物馆、艺术馆等室内公共场所采取限流措施；
- 严格管理养老机构、社会福利机构、精神病院等脆弱人群集中场所；
- 企事业单位、工厂等实行错时上下班、弹性工作制或采取居家办公措施；
- 幼儿园、中小学和高等教育机构采取临时性线上教学。

一旦疫情得到缓解，当地政府应及时宣布紧急防控措施的解除。
1月7日，最高人民法院、最高人民检察院、公安部、司法部、海关总署联合出台《关于适应新阶段疫情防控政策调整依法妥善办理相关刑事案件的通知》。自1月8日起对新型冠状病毒感染实施“乙类乙管”、不再纳入检疫传染病管理之日起，对违反新型冠状病毒感染疫情预防、控制措施和国境卫生检疫规定的行为，不再以刑法第三百三十条妨害传染病防治罪、第三百三十二条妨害国境卫生检疫罪定罪处罚。目前正在办理的相关案件，依照中华人民共和国刑法、刑事诉讼法相关规定，及时妥善处理。犯罪嫌疑人、被告人处于被羁押状态的，各办案机关应当依法及时解除羁押强制措施；涉案财物被查封、扣押、冻结的，应当依法及时解除。另外国家医保局、财政部、国家卫生健康委、国家疾控局印发《关于实施 “乙类乙管”后优化新型冠状病毒感染患者治疗费用医疗保障相关政策的通知》，规定对住院的新冠患者延续“乙类甲管”时的政策，全额保障新冠患者的住院费用。该政策以新冠患者入院时间计算，先行执行至2023年3月31日。

### “乙类乙管”正式实施及疫情趋缓
2023年1月8日，中国大陆正式实施“乙类乙管”。当天，在国务院联防联控机制新闻发布会上，中国疾控中心病毒病所研究员陈操表示，XBB系列变异株未在中国大陆形成传播优势，现阶段不会引起本土大规模流行。陈操表示，2022年8月1日以来，中国大陆共监测到16例XBB本土关联病例，均为XBB.1进化分支，且主要集中在2022年10月。
1月9日， 河南省政府新聞辦介紹河南當前疫情走勢，指據社區監測數據，截至2023年1月6日，全省新冠病毒感染率為89.0%，其中城市89.1%、農村88.9%，現階段流行毒株仍以奧密克戎BA.5.2變異株爲主。浙江、四川、海南海口、三亞、重慶等地表示第一波感染高峰已过。
1月11日，文化和旅游部发布《文化和旅游部办公厅关于落实新型冠状病毒感染“乙类乙管”做好文化和旅游行业疫情防控工作的通知》，废除了八项文化和旅游行业疫情防控工作指南。
1月13日，国务院联防联控机制召开新闻发布会。中国疾控中心病毒病所研究员陈操介绍，2022年12月1日到2023年1月12日，中国大陆仅监测到1例本土XBB感染病例。从输入风险来看，未来或后续一段时间，中国大陆面临输入XBB及其亚分支的风险，引起本土关联病例风险较大。但XBB并未在中国大陆形成本土流行。北京大学国家发展研究院马京晶等人组成的课题组发布了一份新冠疫情感染报告，显示在“新十条”出台后大概13天，即12月20日，全国多地疫情已达峰，到12月底各地感染均已过峰。截至2023年1月11日，全国新冠感染率累积约达到64%，感染人数累积约9亿。本轮累积感染率最高的前三名省份均属于西部地区，第一名甘肃省约达91%，第二名云南省约84%，第三名青海省约80%。1月14日，国家卫健委医政司司长焦雅辉表示，全国发热门诊的诊疗量在2022年的12月23日达到高峰。另外2022年12月8日至2023年1月12日，全国医疗机构累计发生在院新冠病毒感染相关死亡病例59938例，其中新冠病毒感染导致呼吸功能衰竭死亡病例5503例，基础疾病合并新冠病毒感染死亡病例54435例。死亡病例平均年龄80.3岁，65岁及以上约占90.1%，其中80岁及以上约占56.5%，死亡病例中90%以上合并有基础疾病。
1月14日，《新型冠状病毒感染重症诊疗方案（试行第四版）》出台。同日，国务院联防联控机制新闻发布会中衛健委表示，2022年12月8日至2023年1月12日，全国医疗机构累计发生在院新冠病毒感染相关死亡病例59938例，其中新冠病毒感染导致呼吸功能衰竭死亡病例5503例，基础疾病合并新冠病毒感染死亡病例54435例。當天国务院联防联控机制有關負責人表示，全国发热门诊和急诊诊疗量达峰后持续下降。1月19日，国务院联防联控机制相關負責人表示，各省的发热门诊高峰、急诊高峰和重症高峰都已经度过。1月21日，中國疾控中心流行病學首席專家吳尊友表示由於這一波疫情，已經令全國約八成人受到感染，全國於短期內出現較大規模疫情反彈或者第二波疫情的可能性很小。
1月13日至19日，中國大陸在院新冠病毒感染相关死亡病例12658例，其中新冠病毒感染导致呼吸功能衰竭死亡681例、基础疾病合并新冠病毒感染死亡11977例。 
1月21日，中国疾控中心估计感染率高达80%，因此未来两三个月内病例反弹的可能性很小。Airfinity估计，在农历新年假期期间，中国每天的新冠死亡人数将达到约36000人的峰值，并估计自中国于2022年12月调整政策以来已有超过600000人死于该病。
1月25日，中国疾控中心公布，2022年12月8日以后，受居民检测意愿影响，各省份核酸检测量不断减少，如12月9日检测量为1.5亿，2023年1月1日降至754万，1月23日降至最低28万。2022年12月9日以来，各省份报告人群核酸检测阳性数及阳性率呈现先增加后降低趋势，阳性人数12月22日达到高峰（694万，也有說法說是日增超過700萬）后逐步下降，2023年1月23日降至最低1.5万；检测阳性率12月25日（29.2%）达高峰后逐步下降，1月23日降低到5.5%。另外各省份报告抗原检测量较低，呈现逐渐减少趋势，从2022年12月19日的最高189万下降到2023年1月23日的最低10.5万；抗原检测阳性数及阳性率自2022年12月9日快速上升，12月22日达高峰（33.7万、21.3%）后波动下降，2023年1月23日降至最低，分别为4773和4.5%（图1-2）。全国在院新冠感染者于2023年1月5日达到峰值162.5万人，随后持续下降，1月23日下降至24.8万人，较峰值减少了84.8%；重症患者数量于2022年12月27日至2023年1月3日期间每日增量近1万，1月4日增量明显下降，1月5日达到峰值12.8万，随后持续下降，1月23日下降至3.6万，较峰值下降了72.0%；在院新冠病毒感染死亡病例数于1月4日达到每日峰值4273，随后持续下降，1月23日下降至896，较峰值下降79.0%。另据监测结果表明，中国大陆此轮疫情流行株为BA.5.2和BF.7，未发现新的变异株。此后中疾控每周三、每周六公布一次统计情况，2月18日起改为每周六发布一次；2023年5月起不再每周发布。
1月29日，国家药监局附条件批准两款中國国产新冠病毒感染治疗药物上市。1月30日，国家卫健委新闻发言人米锋表示，中国整体疫情已进入低流行水平。
根據西雅圖哈欽森癌症中心主持的研究項目，2022年12月至2023年1月間，除西藏以外的中國各省份30歲以上人群的額外死亡人數達187萬。而中國官方在1月時公佈的數據指出，僅有6萬名COVID-19患者在醫院死亡。
2月3日，国务院联防联控机制综合组发布《关于全面恢复内地与港澳人员往来的通知》，宣布自2月6日0时起全面恢复中国内地与港澳通关，取消配额限制，7日内无外国或其它境外地区旅居史者无需提供核酸检测报告。内地居民赴港澳团队旅游同步恢复。
2月6日起，根据文化和旅游部的通知，恢复中國大陸旅行社及在线旅游企业经营中国公民赴外國出境团队旅游和机票+酒店业务，首批试点恢复目的地国家包括泰国、印尼、俄罗斯、瑞士等共20个国家。這標誌著停滞三年的出境团队游重启，中国首批出境旅游团也于2月6日自广州白云机场出境前往阿联酋、埃及等国。同日，在院新冠病毒感染死亡下降至102例，较峰值下降97.6%。
2月9日，在国务院联防联控机制新闻发布会上，中国疾控中心流行病学首席专家吴尊友介绍，2022年12月奥密克戎毒株引发的全国性感染潮造成的死亡率为0.08%，远低于过去三年染疫死亡率，说明奥密克戎致病力已经明显下降。他还表示，全国范围内人群的免疫保护力正处在较高的时期，近几个月再出现新一波新冠疫情的可能性比较小，今后再出现类似于这次大规模流行的可能性也比较小，未来可能会断断续续在局部地区、部分人群、一段时间内发生，出现全国范围内短时间集中大规模流行的可能性比较小，SARS-CoV-2演化成更高致病力毒株或出现返祖现象的可能性也非常小。
据《中国疾病预防控制中心周报》（China CDC Weekly）2023年4月28日发布的一篇文章称，根据在线调查结果，2022年12月至2023年2月，中国大陆约有82.4%的人口感染了COVID-19。鐘南山也在同年5月15日的一次会议上表示，估计中国大概有85%的人感染过新冠病毒，人數约有11亿至12亿人。

## 动态清零结束及官方宣布大流行结束后

### 2023年
2月16日，中共中央总书记习近平主持召开中共中央政治局常务委员会会议。会议肯定了先前优化调整防控政策措施的举措，并指2022年11月以来，中国围绕“保健康、防重症”，不断优化调整防控措施，较短时间实现了疫情防控平稳转段，2亿多人得到诊治，近80万重症患者得到有效救治，新冠死亡率保持在全球最低水平，取得疫情防控“重大决定性胜利”，并“创造了人类文明史上人口大国成功走出疫情大流行的奇迹”。会议还要求加强疫情监测和常态化预警能力建设，科学谋划下一阶段疫苗接种工作，强化医疗卫生服务网络，加强医疗物资生产保供等。
2月23日，国务院联防联控机制新闻发布会上，国家卫健委疫情应对处置工作领导小组专家组组长梁万年在回答记者有关疫情“走出大流行”的问题时表示，中国已经经受住了这一轮疫情的冲击和考验，建立了比较好的人群免疫屏障。他还表示，如果从疫情本身的特点来看，“可以说这个疫情已经基本结束，但不能说它是完全的结束”。
2月底，中国开始更进一步放宽入境要求。2月27日，中国驻新西兰大使馆发布通知，自新西兰当地时间3月1日起，允许自新西兰搭乘直飞航班入境中国者凭48小时内抗原（包括自测）阴性结果入境，入境者只需将核酸或者抗原结果上传即可，不再强制要求提供纸质核酸检验报告，航空公司不再查验登机前核酸检测阴性证明及抗原检测结果。健康申报正常且口岸常规检疫无异常者，可进入社会面。随后中国驻马来西亚、柬埔寨、泰国、南非、匈牙利、瑞士、俄罗斯等国大使馆也陆续发出类似通知，自当地时间3月1日起可凭48小时内抗原阴性结果搭乘直飞航班直接入华，无异常者直接放行进入社会面。
2月底至3月初，韩日歐等多国放宽对中国旅客入境疫情限制措施。
3月11日，原中央应对新型冠状病毒感染疫情工作领导小组组长、国务院总理李克强以不到68岁之龄退休，宣称自己对抗议工作“亲自指挥、亲自部署”的习近平则以将近70岁之龄在十四届全国人大一次会议上史无前例再次连任国家主席。3月12日，此前在各地推动和监督动态清零政策实施的国务院副总理孙春兰在十四届全国人大一次会议第五次全体会议选举出新一任国务院组成人员后也退休，而另一位清零政策的支持者、国家卫健委主任马晓伟虽在同日得以连任，但是得到了21张反对票和8张弃权票，为所有国务院组成人员中得票率最低者。
3月13日，教育部、国家卫生健康委、国家疾病预防控制局联合发布《关于印发高等学校、中小学校和托幼机构新型冠状病毒感染防控技术方案（第七版）的通知》，明确高校、中小学不强制要求师生佩戴口罩；幼托机构幼儿在园期间不佩戴口罩，教职员工在园期间不强制要求佩戴口罩。
3月15日起，各类入境中国签证全面恢复正常办理，同时恢复2020年3月28日前签发且仍在有效期内的签证入境功能，海南入境免签、上海邮轮免签、港澳地区外国人组团入境广东免签、东盟旅游团入境广西桂林免签等免签政策也同步恢复。同日起，从法国、意大利、越南、蒙古等国入境中国者可凭抗原自测结果入境。
3月16日，文化和旅游部市场管理司印发《关于优化涉外营业性演出管理政策的通知》，宣布自3月20日起，各地文化和旅游行政部门恢复对涉外营业性演出的受理和审批。
3月17日，中国疾控中心网站发布的《中国疾病预防控制中心周报》（China CDC Weekly）文章称，2月14日，在重庆医科大学附属第三医院采集并送检的样本中检测到两种奥密克戎毒株的共同感染，为中国大陆首例。该患者有恶性肿瘤病史，曾接受放疗、化疗等治疗。经突变位点分析显示，患者同时感染了奥密克戎亚变体BA.5.2.48和BF.7.14。
3月22日，中國疾控中心指出，3月3日以來，每日報告核酸檢測陽性數保持在4000人以上。
3月25日，中國疾控中心的每周通报显示，3月17日至3月23日，新发现34例本土重点关注变异株，其中CH.1.1、CH.1.1.1、EA.1和XBB.2.3属于首次发现。
3月27日，文化和旅游部办公厅发出通知，自2023年4月1日起，各级文化和旅游行政部门可根据工作需要恢复审批对外文化和旅游交流出来访团组。
至2023年3月，成都、南京、上海等城市公共交通运营方表示已不再对乘客佩戴口罩做出强制性要求。 
3月30日，国家医保局、财政部、国家卫健委、国家疾控局发布《关于进一步做好新冠患者医疗费用保障工作的通知》，決定4月1日起，新冠患者医住院费用全额保障、门诊专项保障等特殊保障政策将转为常规医疗保障政策，但部分不高于医保目录内小分子新冠药（即阿兹夫定片）最大疗程治疗费用的1.8倍（即每疗程不高于630元人民币）的药物仍继续临时性纳入医保支付范围。以患者入院或就诊时间计算，此前发布的《关于实施“乙类乙管”后优化新型冠状病毒感染患者治疗费用医疗保障相关政策的通知》同步停止执行。同日，中共中央台湾工作办公室发言人朱凤莲宣布，自4月1日起，通过两岸客运航线自台湾进入中国大陆者（经由台湾中转进入大陆的第三地旅客除外）可凭24小时内抗原阴性结果代替核酸检测结果。
3月31日，文化和旅游部办公厅发出通知，自当天起恢复中国大陆境内旅行社及在线旅游企业经营外国人入境团队旅游和“机票+酒店”业务。
4月6日，国务院联防联控机制综合组印发《应对近期新冠病毒感染疫情疫苗接种工作方案》，方案明确疫苗接种重点人群为未感染人群（包括未感染且未完成既定免疫程序的人群、18岁以上未完成第一剂次加强免疫人群、18岁以上未完成第二剂次加强免疫接种的高风险人群）以及已感染但未完成基础免疫的人群，部分地区疾控部门则明确表示已感染且已完成基础免疫的人群无需再次接种。
4月12日，国务院联防联控机制疫情防控组制定了《预防新型冠状病毒感染公众佩戴口罩指引（2023年4月版）》，明确除阳性感染者、有相关症状者、前往养老院、福利机构探视者及部分特定服务行业从业人员等情况外，其它情形不强制佩戴口罩，仅建议公众在前往室内公共场所、乘坐公共交通工具等情况时佩戴口罩。至4月16日，北京地铁及公交车不再要求乘客佩戴口罩，相关提示标语被移除，站内及车内广播也做出修改。4月下旬起，中国大陆部分地区出現COVID-19病例有所上升的情況，对此相关医学专家纷纷表示，短期内爆发新一波规模性疫情的可能性以及“五一”假期的人员流动导致感染人数显著上升的可能性均不大，未来也难以出现类似之前一波的高峰。
4月25日，中国外交部新闻司副司长、外交部发言人毛宁在例行记者会上宣布，自4月29日起，所有自外国入境中国大陆的人员均可凭登机前48小时抗原阴性证明入境，航空公司不再查验检测证明。
4月28日，中共中央政治局召开会议，会议指中国大陆的经济社会已经“全面恢复常态化运行”。
5月5日，世界卫生组织总干事谭德塞在日内瓦宣布COVID-19疫情不再构成国际关注的突发公共卫生事件。在5月8日国务院联防联控机制就此事召开的新闻发布会上，相关专家表示，XBB系列毒株已成为中国大陆主要流行毒株，但强调其致病力相较于早期毒株并无显著变化；“五一”后部分地区疫情可能出现小幅反弹，但出现规模性疫情可能性不大；二次感染者大多为轻症和无症状，但仍需关注高危人群。根据媒体报道，防疫转段后的第二波疫情并未对中国大陆社会生活和医疗秩序造成较大影响，民众普遍反应淡定。
5月11日，国家移民管理局宣布自5月15日起全面恢复口岸快捷通关。5月19日，中共中央台湾工作办公室宣布恢复旅行社经营台湾居民赴大陆团队旅游业务，文旅部亦宣布恢复旅游业者经营台湾居民入境团队旅游和“机票+酒店”业务。
5月20日起，上海多所高校重新面向社会开放参观。
6月11日，中疾控发布新一期《全国新型冠状病毒感染疫情情况》，并表示从当期开始，参照其它乙类法定传染病，COVID-19感染状况改为每月通报一次。新的月报不再统计具体阳性感染人数，但保留重症、死亡人数统计、发热门诊就诊情况统计、流行毒株统计等。
7月1日，2023年中国国家医保药品目录调整工作正式启动，其中不再单列COVID-19治疗药品的申报条件，相关要求与其它药品相同。
7月8日起，清华大学、北京大学、浙江大学和武汉大学恢复校园预约参观通道。
7月17-23日期間，EG.5在中國的流行率从24.7%上升至45%。
7月26日，中国恢复在2003年7月1日至2020年3月28日间对新加坡公民和文莱公民实施的单方面免签。
8月11日，2020年初新冠疫情爆发以来首艘自中国大陆出发的国际邮轮在上海吴淞口国际邮轮港码头起航前往日本，标志着中国因疫情中断三年的国际邮轮旅游业重启，而同样因新冠疫情中断三年的往返于中韩两国之间的海上客运班轮也于同日晚间恢复运营。
8月16日，两辆客运巴士从丹东经过鸭绿江大桥进入朝鲜新义州，并在约一个小时后折返，为在中朝边境自2020年1月因疫情关闭后3年7个月以来首次有客运汽车跨越中朝边境。六天后的8月22日，高丽航空的JS151航班于上午9时17分抵达北京首都国际机场，并于下午1时36分搭载部分因疫情滞留在中国的朝鲜公民返回平壤顺安国际机场，成为自疫情爆发三年多以来首架抵达中国的朝鲜航班。
8月28日，中国外交部新闻司副司长、外交部发言人汪文斌在例行记者会上宣布，自8月30日起，来华人员无需进行入境前COVID-19核酸或抗原检测。8月29日，海关总署宣布自8月30日起，入境健康申报无需填报核酸或抗原结果；中共中央台办同日也表示往来台湾海峡两岸及经台湾入境大陆者，自8月30日起无需提供COVID-19检测结果。
截至8月，中國境內的新冠病毒流行株中EG.5变异株佔71.6%。
9月19日，交通运输部办公厅发布《关于做好全面恢复国际邮轮运输有关工作的通知》，全面恢复进出邮轮港口的国际邮轮运输。
9月25日-10月1日，XBB及其亚分支的占比为100%。
10月31日，中国海关总署宣布自11月1日零时起出入境人员免于填报健康申明卡。

### 2024年
2024年1月10日，北京科興中維生物技術公司確認，科興生物「克爾來福」疫苗已經停產，病毒學家常榮山曾經建議不要打滅活疫苗，並說病毒流行株的抗原性變化較大，最好打mRNA疫苗、重組蛋白疫苗。
2024年1月15日，中國生物製藥透露通過投資科興中維，從中收到接近60億元人民幣的分紅，當時疫苗存貨仍有大約4億支。
2024年2月，根据中疾控发布的COVID-19月报，JN.1已取代先前的EG.5，成为中国大陆境内优势毒株。
2024年3月中國兩會期間，疫情期间实施的对参与两会采访的记者的几乎所有的限制措施都被取消，但在记者办理报道手续时，仍需要现场做一次核酸检测。
2024年4月27日，国家疾控局印发《关于做好2024年“五一”假期及春夏季新冠病毒感染等重点传染病疫情防控工作的通知》，要求各入境口岸密切关注包括COVID-19在内的重点传染病疫情，并保留对入境人员采取核酸抽检。
2024年7月，多地行政机关医疗机构发布通知，表示“接上级通知”（其中部分机构明确提到是国务院联防联控机制疫情防控组下发的《关于调整新冠病毒疫苗接种有关政策的通知》），自7月15日起，COVID-19疫苗由免费接种改为与其它二类疫苗相同的自费接种，医保基金不再支付COVID-19疫苗和接种费用，各级财政也相应不再就COVID-19疫苗和接种费用对医保基金给予补助。以黑龙江省为例，单人单剂次COVID-19疫苗价格从人民币126元到398元不等（不含疫苗接种服务费）。

### 2025年
2025年2月起，国家疾控局每月发布的前一月“全国法定传染病疫情概况”中，增加COVID-19确诊病例和死亡病例数。在“乙类乙管”后的一段时间，每月发布的全国法定传染病疫情概况为“除新型冠状病毒感染外”的统计数据，COVID-19信息每月由中国疾控中心单独发布。
2025年3月起，中國大陸的新冠疫情出現一波高峰，陽性率升高。